# فهرست سیارک‌ها (۱۴۰۰۰۱–۱۴۱۰۰۱)
فهرست سیارک‌ها (۱۴۰۰۰۱ - ۱۴۱۰۰۱) فهرست سیارک‌ها از ۱۴۰۰۰۱ تا ۱۴۱۰۰۱ است.
| نام    | نام انگلیسی     | تاریخ کشف       |
| ------ | --------------- | --------------- |
| ۱۴۰۰۰۱ | 2001 SO41       | ۱۶ سپتامبر ۲۰۰۱ |
| ۱۴۰۰۰۲ | 2001 SF42       | ۱۶ سپتامبر ۲۰۰۱ |
| ۱۴۰۰۰۳ | 2001 SM42       | ۱۶ سپتامبر ۲۰۰۱ |
| ۱۴۰۰۰۴ | 2001 SN42       | ۱۶ سپتامبر ۲۰۰۱ |
| ۱۴۰۰۰۵ | 2001 SR42       | ۱۶ سپتامبر ۲۰۰۱ |
| ۱۴۰۰۰۶ | 2001 SE43       | ۱۶ سپتامبر ۲۰۰۱ |
| ۱۴۰۰۰۷ | 2001 SG43       | ۱۶ سپتامبر ۲۰۰۱ |
| ۱۴۰۰۰۸ | 2001 SS43       | ۱۶ سپتامبر ۲۰۰۱ |
| ۱۴۰۰۰۹ | 2001 SU44       | ۱۶ سپتامبر ۲۰۰۱ |
| ۱۴۰۰۱۰ | 2001 SA45       | ۱۶ سپتامبر ۲۰۰۱ |
| ۱۴۰۰۱۱ | 2001 SA46       | ۱۶ سپتامبر ۲۰۰۱ |
| ۱۴۰۰۱۲ | 2001 SG47       | ۱۶ سپتامبر ۲۰۰۱ |
| ۱۴۰۰۱۳ | 2001 SA49       | ۱۶ سپتامبر ۲۰۰۱ |
| ۱۴۰۰۱۴ | 2001 SG49       | ۱۶ سپتامبر ۲۰۰۱ |
| ۱۴۰۰۱۵ | 2001 SE50       | ۱۶ سپتامبر ۲۰۰۱ |
| ۱۴۰۰۱۶ | 2001 SL50       | ۱۶ سپتامبر ۲۰۰۱ |
| ۱۴۰۰۱۷ | 2001 SE51       | ۱۶ سپتامبر ۲۰۰۱ |
| ۱۴۰۰۱۸ | 2001 ST51       | ۱۶ سپتامبر ۲۰۰۱ |
| ۱۴۰۰۱۹ | 2001 SO52       | ۱۶ سپتامبر ۲۰۰۱ |
| ۱۴۰۰۲۰ | 2001 SQ52       | ۱۶ سپتامبر ۲۰۰۱ |
| ۱۴۰۰۲۱ | 2001 SW52       | ۱۶ سپتامبر ۲۰۰۱ |
| ۱۴۰۰۲۲ | 2001 SH53       | ۱۶ سپتامبر ۲۰۰۱ |
| ۱۴۰۰۲۳ | 2001 SL54       | ۱۶ سپتامبر ۲۰۰۱ |
| ۱۴۰۰۲۴ | 2001 SC57       | ۱۶ سپتامبر ۲۰۰۱ |
| ۱۴۰۰۲۵ | 2001 SD57       | ۱۶ سپتامبر ۲۰۰۱ |
| ۱۴۰۰۲۶ | 2001 SK58       | ۱۷ سپتامبر ۲۰۰۱ |
| ۱۴۰۰۲۷ | 2001 SU59       | ۱۷ سپتامبر ۲۰۰۱ |
| ۱۴۰۰۲۸ | 2001 SZ61       | ۱۷ سپتامبر ۲۰۰۱ |
| ۱۴۰۰۲۹ | 2001 SV63       | ۱۷ سپتامبر ۲۰۰۱ |
| ۱۴۰۰۳۰ | 2001 SA64       | ۱۷ سپتامبر ۲۰۰۱ |
| ۱۴۰۰۳۱ | 2001 SP64       | ۱۷ سپتامبر ۲۰۰۱ |
| ۱۴۰۰۳۲ | 2001 SM65       | ۱۷ سپتامبر ۲۰۰۱ |
| ۱۴۰۰۳۳ | 2001 SK66       | ۱۷ سپتامبر ۲۰۰۱ |
| ۱۴۰۰۳۴ | 2001 SO66       | ۱۷ سپتامبر ۲۰۰۱ |
| ۱۴۰۰۳۵ | 2001 SO67       | ۱۷ سپتامبر ۲۰۰۱ |
| ۱۴۰۰۳۶ | 2001 SB71       | ۱۷ سپتامبر ۲۰۰۱ |
| ۱۴۰۰۳۷ | 2001 SA72       | ۱۷ سپتامبر ۲۰۰۱ |
| ۱۴۰۰۳۸ | Kurushima       | ۱۸ سپتامبر ۲۰۰۱ |
| ۱۴۰۰۳۹ | 2001 SO73       | ۱۹ سپتامبر ۲۰۰۱ |
| ۱۴۰۰۴۰ | 2001 SA76       | ۱۹ سپتامبر ۲۰۰۱ |
| ۱۴۰۰۴۱ | 2001 SZ77       | ۱۹ سپتامبر ۲۰۰۱ |
| ۱۴۰۰۴۲ | 2001 SV78       | ۱۹ سپتامبر ۲۰۰۱ |
| ۱۴۰۰۴۳ | 2001 SE80       | ۲۰ سپتامبر ۲۰۰۱ |
| ۱۴۰۰۴۴ | 2001 SJ80       | ۲۰ سپتامبر ۲۰۰۱ |
| ۱۴۰۰۴۵ | 2001 SZ80       | ۲۰ سپتامبر ۲۰۰۱ |
| ۱۴۰۰۴۶ | 2001 SQ81       | ۲۰ سپتامبر ۲۰۰۱ |
| ۱۴۰۰۴۷ | 2001 SR83       | ۲۰ سپتامبر ۲۰۰۱ |
| ۱۴۰۰۴۸ | 2001 SF84       | ۲۰ سپتامبر ۲۰۰۱ |
| ۱۴۰۰۴۹ | 2001 SW85       | ۲۰ سپتامبر ۲۰۰۱ |
| ۱۴۰۰۵۰ | 2001 SN86       | ۲۰ سپتامبر ۲۰۰۱ |
| ۱۴۰۰۵۱ | 2001 SJ90       | ۲۰ سپتامبر ۲۰۰۱ |
| ۱۴۰۰۵۲ | 2001 SS91       | ۲۰ سپتامبر ۲۰۰۱ |
| ۱۴۰۰۵۳ | 2001 SU95       | ۲۰ سپتامبر ۲۰۰۱ |
| ۱۴۰۰۵۴ | 2001 SV95       | ۲۰ سپتامبر ۲۰۰۱ |
| ۱۴۰۰۵۵ | 2001 SU96       | ۲۰ سپتامبر ۲۰۰۱ |
| ۱۴۰۰۵۶ | 2001 SY96       | ۲۰ سپتامبر ۲۰۰۱ |
| ۱۴۰۰۵۷ | 2001 SR98       | ۲۰ سپتامبر ۲۰۰۱ |
| ۱۴۰۰۵۸ | 2001 SA101      | ۲۰ سپتامبر ۲۰۰۱ |
| ۱۴۰۰۵۹ | 2001 SZ101      | ۲۰ سپتامبر ۲۰۰۱ |
| ۱۴۰۰۶۰ | 2001 SD102      | ۲۰ سپتامبر ۲۰۰۱ |
| ۱۴۰۰۶۱ | 2001 SO102      | ۲۰ سپتامبر ۲۰۰۱ |
| ۱۴۰۰۶۲ | 2001 SU103      | ۲۰ سپتامبر ۲۰۰۱ |
| ۱۴۰۰۶۳ | 2001 SB105      | ۲۰ سپتامبر ۲۰۰۱ |
| ۱۴۰۰۶۴ | 2001 SG105      | ۲۰ سپتامبر ۲۰۰۱ |
| ۱۴۰۰۶۵ | 2001 SZ105      | ۲۰ سپتامبر ۲۰۰۱ |
| ۱۴۰۰۶۶ | 2001 SR108      | ۲۰ سپتامبر ۲۰۰۱ |
| ۱۴۰۰۶۷ | 2001 SA111      | ۲۰ سپتامبر ۲۰۰۱ |
| ۱۴۰۰۶۸ | 2001 SK111      | ۲۰ سپتامبر ۲۰۰۱ |
| ۱۴۰۰۶۹ | 2001 SO111      | ۲۰ سپتامبر ۲۰۰۱ |
| ۱۴۰۰۷۰ | 2001 SY111      | ۲۰ سپتامبر ۲۰۰۱ |
| ۱۴۰۰۷۱ | 2001 SX113      | ۲۰ سپتامبر ۲۰۰۱ |
| ۱۴۰۰۷۲ | 2001 SP114      | ۲۰ سپتامبر ۲۰۰۱ |
| ۱۴۰۰۷۳ | 2001 SC115      | ۲۰ سپتامبر ۲۰۰۱ |
| ۱۴۰۰۷۴ | 2001 SM117      | ۱۶ سپتامبر ۲۰۰۱ |
| ۱۴۰۰۷۵ | 2001 SH118      | ۱۶ سپتامبر ۲۰۰۱ |
| ۱۴۰۰۷۶ | 2001 SR118      | ۱۶ سپتامبر ۲۰۰۱ |
| ۱۴۰۰۷۷ | 2001 SO119      | ۱۶ سپتامبر ۲۰۰۱ |
| ۱۴۰۰۷۸ | 2001 SU119      | ۱۶ سپتامبر ۲۰۰۱ |
| ۱۴۰۰۷۹ | 2001 SY119      | ۱۶ سپتامبر ۲۰۰۱ |
| ۱۴۰۰۸۰ | 2001 SA120      | ۱۶ سپتامبر ۲۰۰۱ |
| ۱۴۰۰۸۱ | 2001 SB120      | ۱۶ سپتامبر ۲۰۰۱ |
| ۱۴۰۰۸۲ | 2001 SO120      | ۱۶ سپتامبر ۲۰۰۱ |
| ۱۴۰۰۸۳ | 2001 SR120      | ۱۶ سپتامبر ۲۰۰۱ |
| ۱۴۰۰۸۴ | 2001 ST121      | ۱۶ سپتامبر ۲۰۰۱ |
| ۱۴۰۰۸۵ | 2001 SZ121      | ۱۶ سپتامبر ۲۰۰۱ |
| ۱۴۰۰۸۶ | 2001 SD122      | ۱۶ سپتامبر ۲۰۰۱ |
| ۱۴۰۰۸۷ | 2001 SM123      | ۱۶ سپتامبر ۲۰۰۱ |
| ۱۴۰۰۸۸ | 2001 SQ124      | ۱۶ سپتامبر ۲۰۰۱ |
| ۱۴۰۰۸۹ | 2001 SG127      | ۱۶ سپتامبر ۲۰۰۱ |
| ۱۴۰۰۹۰ | 2001 SL127      | ۱۶ سپتامبر ۲۰۰۱ |
| ۱۴۰۰۹۱ | 2001 SN128      | ۱۶ سپتامبر ۲۰۰۱ |
| ۱۴۰۰۹۲ | 2001 SR128      | ۱۶ سپتامبر ۲۰۰۱ |
| ۱۴۰۰۹۳ | 2001 SE129      | ۱۶ سپتامبر ۲۰۰۱ |
| ۱۴۰۰۹۴ | 2001 SH129      | ۱۶ سپتامبر ۲۰۰۱ |
| ۱۴۰۰۹۵ | 2001 SO129      | ۱۶ سپتامبر ۲۰۰۱ |
| ۱۴۰۰۹۶ | 2001 SQ129      | ۱۶ سپتامبر ۲۰۰۱ |
| ۱۴۰۰۹۷ | 2001 SL130      | ۱۶ سپتامبر ۲۰۰۱ |
| ۱۴۰۰۹۸ | 2001 SP130      | ۱۶ سپتامبر ۲۰۰۱ |
| ۱۴۰۰۹۹ | 2001 SE131      | ۱۶ سپتامبر ۲۰۰۱ |
| ۱۴۰۱۰۰ | 2001 ST131      | ۱۶ سپتامبر ۲۰۰۱ |
| ۱۴۰۱۰۱ | 2001 SV131      | ۱۶ سپتامبر ۲۰۰۱ |
| ۱۴۰۱۰۲ | 2001 SB132      | ۱۶ سپتامبر ۲۰۰۱ |
| ۱۴۰۱۰۳ | 2001 SH132      | ۱۶ سپتامبر ۲۰۰۱ |
| ۱۴۰۱۰۴ | 2001 SW132      | ۱۶ سپتامبر ۲۰۰۱ |
| ۱۴۰۱۰۵ | 2001 SN133      | ۱۶ سپتامبر ۲۰۰۱ |
| ۱۴۰۱۰۶ | 2001 SV133      | ۱۶ سپتامبر ۲۰۰۱ |
| ۱۴۰۱۰۷ | 2001 SZ133      | ۱۶ سپتامبر ۲۰۰۱ |
| ۱۴۰۱۰۸ | 2001 SA135      | ۱۶ سپتامبر ۲۰۰۱ |
| ۱۴۰۱۰۹ | 2001 SE135      | ۱۶ سپتامبر ۲۰۰۱ |
| ۱۴۰۱۱۰ | 2001 SD136      | ۱۶ سپتامبر ۲۰۰۱ |
| ۱۴۰۱۱۱ | 2001 SN136      | ۱۶ سپتامبر ۲۰۰۱ |
| ۱۴۰۱۱۲ | 2001 SK137      | ۱۶ سپتامبر ۲۰۰۱ |
| ۱۴۰۱۱۳ | 2001 SM137      | ۱۶ سپتامبر ۲۰۰۱ |
| ۱۴۰۱۱۴ | 2001 SO137      | ۱۶ سپتامبر ۲۰۰۱ |
| ۱۴۰۱۱۵ | 2001 ST137      | ۱۶ سپتامبر ۲۰۰۱ |
| ۱۴۰۱۱۶ | 2001 SX137      | ۱۶ سپتامبر ۲۰۰۱ |
| ۱۴۰۱۱۷ | 2001 SD138      | ۱۶ سپتامبر ۲۰۰۱ |
| ۱۴۰۱۱۸ | 2001 SR138      | ۱۶ سپتامبر ۲۰۰۱ |
| ۱۴۰۱۱۹ | 2001 SV138      | ۱۶ سپتامبر ۲۰۰۱ |
| ۱۴۰۱۲۰ | 2001 SB139      | ۱۶ سپتامبر ۲۰۰۱ |
| ۱۴۰۱۲۱ | 2001 SR139      | ۱۶ سپتامبر ۲۰۰۱ |
| ۱۴۰۱۲۲ | 2001 SG140      | ۱۶ سپتامبر ۲۰۰۱ |
| ۱۴۰۱۲۳ | 2001 SN140      | ۱۶ سپتامبر ۲۰۰۱ |
| ۱۴۰۱۲۴ | 2001 SA141      | ۱۶ سپتامبر ۲۰۰۱ |
| ۱۴۰۱۲۵ | 2001 SD141      | ۱۶ سپتامبر ۲۰۰۱ |
| ۱۴۰۱۲۶ | 2001 SV141      | ۱۶ سپتامبر ۲۰۰۱ |
| ۱۴۰۱۲۷ | 2001 SW141      | ۱۶ سپتامبر ۲۰۰۱ |
| ۱۴۰۱۲۸ | 2001 SZ141      | ۱۶ سپتامبر ۲۰۰۱ |
| ۱۴۰۱۲۹ | 2001 SG143      | ۱۶ سپتامبر ۲۰۰۱ |
| ۱۴۰۱۳۰ | 2001 SD144      | ۱۶ سپتامبر ۲۰۰۱ |
| ۱۴۰۱۳۱ | 2001 SB145      | ۱۶ سپتامبر ۲۰۰۱ |
| ۱۴۰۱۳۲ | 2001 SZ145      | ۱۶ سپتامبر ۲۰۰۱ |
| ۱۴۰۱۳۳ | 2001 ST146      | ۱۶ سپتامبر ۲۰۰۱ |
| ۱۴۰۱۳۴ | 2001 SS148      | ۱۷ سپتامبر ۲۰۰۱ |
| ۱۴۰۱۳۵ | 2001 SH149      | ۱۷ سپتامبر ۲۰۰۱ |
| ۱۴۰۱۳۶ | 2001 SQ151      | ۱۷ سپتامبر ۲۰۰۱ |
| ۱۴۰۱۳۷ | 2001 SR151      | ۱۷ سپتامبر ۲۰۰۱ |
| ۱۴۰۱۳۸ | 2001 SE152      | ۱۷ سپتامبر ۲۰۰۱ |
| ۱۴۰۱۳۹ | 2001 SS154      | ۱۷ سپتامبر ۲۰۰۱ |
| ۱۴۰۱۴۰ | 2001 ST154      | ۱۷ سپتامبر ۲۰۰۱ |
| ۱۴۰۱۴۱ | 2001 SE155      | ۱۷ سپتامبر ۲۰۰۱ |
| ۱۴۰۱۴۲ | 2001 SH155      | ۱۷ سپتامبر ۲۰۰۱ |
| ۱۴۰۱۴۳ | 2001 SF159      | ۱۷ سپتامبر ۲۰۰۱ |
| ۱۴۰۱۴۴ | 2001 SM159      | ۱۷ سپتامبر ۲۰۰۱ |
| ۱۴۰۱۴۵ | 2001 SS160      | ۱۷ سپتامبر ۲۰۰۱ |
| ۱۴۰۱۴۶ | 2001 SX160      | ۱۷ سپتامبر ۲۰۰۱ |
| ۱۴۰۱۴۷ | 2001 SZ160      | ۱۷ سپتامبر ۲۰۰۱ |
| ۱۴۰۱۴۸ | 2001 SA161      | ۱۷ سپتامبر ۲۰۰۱ |
| ۱۴۰۱۴۹ | 2001 SZ162      | ۱۷ سپتامبر ۲۰۰۱ |
| ۱۴۰۱۵۰ | 2001 SC163      | ۱۷ سپتامبر ۲۰۰۱ |
| ۱۴۰۱۵۱ | 2001 SS164      | ۱۷ سپتامبر ۲۰۰۱ |
| ۱۴۰۱۵۲ | 2001 SS165      | ۱۹ سپتامبر ۲۰۰۱ |
| ۱۴۰۱۵۳ | 2001 SX166      | ۱۹ سپتامبر ۲۰۰۱ |
| ۱۴۰۱۵۴ | 2001 SC168      | ۱۹ سپتامبر ۲۰۰۱ |
| ۱۴۰۱۵۵ | 2001 SE168      | ۱۹ سپتامبر ۲۰۰۱ |
| ۱۴۰۱۵۶ | 2001 SH168      | ۱۹ سپتامبر ۲۰۰۱ |
| ۱۴۰۱۵۷ | 2001 SH169      | ۱۹ سپتامبر ۲۰۰۱ |
| ۱۴۰۱۵۸ | 2001 SX169      | ۱۹ سپتامبر ۲۰۰۱ |
| ۱۴۰۱۵۹ | 2001 SK171      | ۱۶ سپتامبر ۲۰۰۱ |
| ۱۴۰۱۶۰ | 2001 SY173      | ۱۶ سپتامبر ۲۰۰۱ |
| ۱۴۰۱۶۱ | 2001 SE175      | ۱۶ سپتامبر ۲۰۰۱ |
| ۱۴۰۱۶۲ | 2001 SP176      | ۱۶ سپتامبر ۲۰۰۱ |
| ۱۴۰۱۶۳ | 2001 SM177      | ۱۶ سپتامبر ۲۰۰۱ |
| ۱۴۰۱۶۴ | 2001 SX177      | ۱۶ سپتامبر ۲۰۰۱ |
| ۱۴۰۱۶۵ | 2001 SN178      | ۱۷ سپتامبر ۲۰۰۱ |
| ۱۴۰۱۶۶ | 2001 SV178      | ۱۷ سپتامبر ۲۰۰۱ |
| ۱۴۰۱۶۷ | 2001 SA179      | ۱۷ سپتامبر ۲۰۰۱ |
| ۱۴۰۱۶۸ | 2001 SC179      | ۱۷ سپتامبر ۲۰۰۱ |
| ۱۴۰۱۶۹ | 2001 SU181      | ۱۹ سپتامبر ۲۰۰۱ |
| ۱۴۰۱۷۰ | 2001 SL182      | ۱۹ سپتامبر ۲۰۰۱ |
| ۱۴۰۱۷۱ | 2001 SS184      | ۱۹ سپتامبر ۲۰۰۱ |
| ۱۴۰۱۷۲ | 2001 SX184      | ۱۹ سپتامبر ۲۰۰۱ |
| ۱۴۰۱۷۳ | 2001 SY187      | ۱۹ سپتامبر ۲۰۰۱ |
| ۱۴۰۱۷۴ | 2001 SK188      | ۱۹ سپتامبر ۲۰۰۱ |
| ۱۴۰۱۷۵ | 2001 SW189      | ۱۹ سپتامبر ۲۰۰۱ |
| ۱۴۰۱۷۶ | 2001 SA192      | ۱۹ سپتامبر ۲۰۰۱ |
| ۱۴۰۱۷۷ | 2001 SC192      | ۱۹ سپتامبر ۲۰۰۱ |
| ۱۴۰۱۷۸ | 2001 SM195      | ۱۹ سپتامبر ۲۰۰۱ |
| ۱۴۰۱۷۹ | 2001 SK196      | ۱۹ سپتامبر ۲۰۰۱ |
| ۱۴۰۱۸۰ | 2001 ST200      | ۱۹ سپتامبر ۲۰۰۱ |
| ۱۴۰۱۸۱ | 2001 SZ201      | ۱۹ سپتامبر ۲۰۰۱ |
| ۱۴۰۱۸۲ | 2001 SO205      | ۱۹ سپتامبر ۲۰۰۱ |
| ۱۴۰۱۸۳ | 2001 SP205      | ۱۹ سپتامبر ۲۰۰۱ |
| ۱۴۰۱۸۴ | 2001 SO206      | ۱۹ سپتامبر ۲۰۰۱ |
| ۱۴۰۱۸۵ | 2001 SV206      | ۱۹ سپتامبر ۲۰۰۱ |
| ۱۴۰۱۸۶ | 2001 SZ206      | ۱۹ سپتامبر ۲۰۰۱ |
| ۱۴۰۱۸۷ | 2001 SF211      | ۱۹ سپتامبر ۲۰۰۱ |
| ۱۴۰۱۸۸ | 2001 SJ211      | ۱۹ سپتامبر ۲۰۰۱ |
| ۱۴۰۱۸۹ | 2001 SC213      | ۱۹ سپتامبر ۲۰۰۱ |
| ۱۴۰۱۹۰ | 2001 SJ214      | ۱۹ سپتامبر ۲۰۰۱ |
| ۱۴۰۱۹۱ | 2001 ST214      | ۱۹ سپتامبر ۲۰۰۱ |
| ۱۴۰۱۹۲ | 2001 SM215      | ۱۹ سپتامبر ۲۰۰۱ |
| ۱۴۰۱۹۳ | 2001 SE218      | ۱۹ سپتامبر ۲۰۰۱ |
| ۱۴۰۱۹۴ | 2001 SO218      | ۱۹ سپتامبر ۲۰۰۱ |
| ۱۴۰۱۹۵ | 2001 SE219      | ۱۹ سپتامبر ۲۰۰۱ |
| ۱۴۰۱۹۶ | 2001 SM219      | ۱۹ سپتامبر ۲۰۰۱ |
| ۱۴۰۱۹۷ | 2001 SC220      | ۱۹ سپتامبر ۲۰۰۱ |
| ۱۴۰۱۹۸ | 2001 SH221      | ۱۹ سپتامبر ۲۰۰۱ |
| ۱۴۰۱۹۹ | 2001 SV222      | ۱۹ سپتامبر ۲۰۰۱ |
| ۱۴۰۲۰۰ | 2001 SS223      | ۱۹ سپتامبر ۲۰۰۱ |
| ۱۴۰۲۰۱ | 2001 SP224      | ۱۹ سپتامبر ۲۰۰۱ |
| ۱۴۰۲۰۲ | 2001 SU224      | ۱۹ سپتامبر ۲۰۰۱ |
| ۱۴۰۲۰۳ | 2001 SC226      | ۱۹ سپتامبر ۲۰۰۱ |
| ۱۴۰۲۰۴ | 2001 SE226      | ۱۹ سپتامبر ۲۰۰۱ |
| ۱۴۰۲۰۵ | 2001 SQ226      | ۱۹ سپتامبر ۲۰۰۱ |
| ۱۴۰۲۰۶ | 2001 SB228      | ۱۹ سپتامبر ۲۰۰۱ |
| ۱۴۰۲۰۷ | 2001 SC228      | ۱۹ سپتامبر ۲۰۰۱ |
| ۱۴۰۲۰۸ | 2001 SV228      | ۱۹ سپتامبر ۲۰۰۱ |
| ۱۴۰۲۰۹ | 2001 SC230      | ۱۹ سپتامبر ۲۰۰۱ |
| ۱۴۰۲۱۰ | 2001 SU230      | ۱۹ سپتامبر ۲۰۰۱ |
| ۱۴۰۲۱۱ | 2001 SZ230      | ۱۹ سپتامبر ۲۰۰۱ |
| ۱۴۰۲۱۲ | 2001 SJ232      | ۱۹ سپتامبر ۲۰۰۱ |
| ۱۴۰۲۱۳ | 2001 SQ232      | ۱۹ سپتامبر ۲۰۰۱ |
| ۱۴۰۲۱۴ | 2001 SV234      | ۱۹ سپتامبر ۲۰۰۱ |
| ۱۴۰۲۱۵ | 2001 SY234      | ۱۹ سپتامبر ۲۰۰۱ |
| ۱۴۰۲۱۶ | 2001 SW235      | ۱۹ سپتامبر ۲۰۰۱ |
| ۱۴۰۲۱۷ | 2001 SA236      | ۱۹ سپتامبر ۲۰۰۱ |
| ۱۴۰۲۱۸ | 2001 SD237      | ۱۹ سپتامبر ۲۰۰۱ |
| ۱۴۰۲۱۹ | 2001 SS237      | ۱۹ سپتامبر ۲۰۰۱ |
| ۱۴۰۲۲۰ | 2001 SH238      | ۱۹ سپتامبر ۲۰۰۱ |
| ۱۴۰۲۲۱ | 2001 SC239      | ۱۹ سپتامبر ۲۰۰۱ |
| ۱۴۰۲۲۲ | 2001 SU240      | ۱۹ سپتامبر ۲۰۰۱ |
| ۱۴۰۲۲۳ | 2001 SX240      | ۱۹ سپتامبر ۲۰۰۱ |
| ۱۴۰۲۲۴ | 2001 ST241      | ۱۹ سپتامبر ۲۰۰۱ |
| ۱۴۰۲۲۵ | 2001 SU241      | ۱۹ سپتامبر ۲۰۰۱ |
| ۱۴۰۲۲۶ | 2001 SX241      | ۱۹ سپتامبر ۲۰۰۱ |
| ۱۴۰۲۲۷ | 2001 SC242      | ۱۹ سپتامبر ۲۰۰۱ |
| ۱۴۰۲۲۸ | 2001 SV242      | ۱۹ سپتامبر ۲۰۰۱ |
| ۱۴۰۲۲۹ | 2001 SC243      | ۱۹ سپتامبر ۲۰۰۱ |
| ۱۴۰۲۳۰ | 2001 SC244      | ۱۹ سپتامبر ۲۰۰۱ |
| ۱۴۰۲۳۱ | 2001 SQ245      | ۱۹ سپتامبر ۲۰۰۱ |
| ۱۴۰۲۳۲ | 2001 SY245      | ۱۹ سپتامبر ۲۰۰۱ |
| ۱۴۰۲۳۳ | 2001 SA246      | ۱۹ سپتامبر ۲۰۰۱ |
| ۱۴۰۲۳۴ | 2001 SD247      | ۱۹ سپتامبر ۲۰۰۱ |
| ۱۴۰۲۳۵ | 2001 SF247      | ۱۹ سپتامبر ۲۰۰۱ |
| ۱۴۰۲۳۶ | 2001 SE248      | ۱۹ سپتامبر ۲۰۰۱ |
| ۱۴۰۲۳۷ | 2001 SG248      | ۱۹ سپتامبر ۲۰۰۱ |
| ۱۴۰۲۳۸ | 2001 SJ248      | ۱۹ سپتامبر ۲۰۰۱ |
| ۱۴۰۲۳۹ | 2001 SS248      | ۱۹ سپتامبر ۲۰۰۱ |
| ۱۴۰۲۴۰ | 2001 SW248      | ۱۹ سپتامبر ۲۰۰۱ |
| ۱۴۰۲۴۱ | 2001 SW249      | ۱۹ سپتامبر ۲۰۰۱ |
| ۱۴۰۲۴۲ | 2001 SO250      | ۱۹ سپتامبر ۲۰۰۱ |
| ۱۴۰۲۴۳ | 2001 SP250      | ۱۹ سپتامبر ۲۰۰۱ |
| ۱۴۰۲۴۴ | 2001 SA251      | ۱۹ سپتامبر ۲۰۰۱ |
| ۱۴۰۲۴۵ | 2001 SM252      | ۱۹ سپتامبر ۲۰۰۱ |
| ۱۴۰۲۴۶ | 2001 SR252      | ۱۹ سپتامبر ۲۰۰۱ |
| ۱۴۰۲۴۷ | 2001 SY252      | ۱۹ سپتامبر ۲۰۰۱ |
| ۱۴۰۲۴۸ | 2001 SH253      | ۱۹ سپتامبر ۲۰۰۱ |
| ۱۴۰۲۴۹ | 2001 SL253      | ۱۹ سپتامبر ۲۰۰۱ |
| ۱۴۰۲۵۰ | 2001 SC255      | ۱۹ سپتامبر ۲۰۰۱ |
| ۱۴۰۲۵۱ | 2001 SN255      | ۱۹ سپتامبر ۲۰۰۱ |
| ۱۴۰۲۵۲ | 2001 SB256      | ۱۹ سپتامبر ۲۰۰۱ |
| ۱۴۰۲۵۳ | 2001 SV256      | ۱۹ سپتامبر ۲۰۰۱ |
| ۱۴۰۲۵۴ | 2001 SK257      | ۱۹ سپتامبر ۲۰۰۱ |
| ۱۴۰۲۵۵ | 2001 SN257      | ۱۹ سپتامبر ۲۰۰۱ |
| ۱۴۰۲۵۶ | 2001 SB258      | ۲۰ سپتامبر ۲۰۰۱ |
| ۱۴۰۲۵۷ | 2001 SE258      | ۲۰ سپتامبر ۲۰۰۱ |
| ۱۴۰۲۵۸ | 2001 SN260      | ۲۰ سپتامبر ۲۰۰۱ |
| ۱۴۰۲۵۹ | 2001 SQ260      | ۲۰ سپتامبر ۲۰۰۱ |
| ۱۴۰۲۶۰ | 2001 SG263      | ۲۵ سپتامبر ۲۰۰۱ |
| ۱۴۰۲۶۱ | 2001 SJ263      | ۲۵ سپتامبر ۲۰۰۱ |
| ۱۴۰۲۶۲ | 2001 SZ263      | ۲۴ سپتامبر ۲۰۰۱ |
| ۱۴۰۲۶۳ | 2001 SO265      | ۲۵ سپتامبر ۲۰۰۱ |
| ۱۴۰۲۶۴ | 2001 SR267      | ۲۵ سپتامبر ۲۰۰۱ |
| ۱۴۰۲۶۵ | 2001 SL270      | ۲۶ سپتامبر ۲۰۰۱ |
| ۱۴۰۲۶۶ | 2001 SW270      | ۱۶ سپتامبر ۲۰۰۱ |
| ۱۴۰۲۶۷ | 2001 SK271      | ۲۰ سپتامبر ۲۰۰۱ |
| ۱۴۰۲۶۸ | 2001 SM271      | ۲۰ سپتامبر ۲۰۰۱ |
| ۱۴۰۲۶۹ | 2001 SR271      | ۲۰ سپتامبر ۲۰۰۱ |
| ۱۴۰۲۷۰ | 2001 SZ271      | ۲۰ سپتامبر ۲۰۰۱ |
| ۱۴۰۲۷۱ | 2001 SF272      | ۲۰ سپتامبر ۲۰۰۱ |
| ۱۴۰۲۷۲ | 2001 SL272      | ۲۱ سپتامبر ۲۰۰۱ |
| ۱۴۰۲۷۳ | 2001 ST273      | ۱۹ سپتامبر ۲۰۰۱ |
| ۱۴۰۲۷۴ | 2001 SX275      | ۲۱ سپتامبر ۲۰۰۱ |
| ۱۴۰۲۷۵ | 2001 SL276      | ۱۶ سپتامبر ۲۰۰۱ |
| ۱۴۰۲۷۶ | 2001 SM276      | ۱۸ سپتامبر ۲۰۰۱ |
| ۱۴۰۲۷۷ | 2001 SP276      | ۲۱ سپتامبر ۲۰۰۱ |
| ۱۴۰۲۷۸ | 2001 SR277      | ۲۱ سپتامبر ۲۰۰۱ |
| ۱۴۰۲۷۹ | 2001 SY277      | ۲۱ سپتامبر ۲۰۰۱ |
| ۱۴۰۲۸۰ | 2001 SF278      | ۲۱ سپتامبر ۲۰۰۱ |
| ۱۴۰۲۸۱ | 2001 SV280      | ۲۱ سپتامبر ۲۰۰۱ |
| ۱۴۰۲۸۲ | 2001 SO281      | ۲۱ سپتامبر ۲۰۰۱ |
| ۱۴۰۲۸۳ | 2001 ST281      | ۲۱ سپتامبر ۲۰۰۱ |
| ۱۴۰۲۸۴ | 2001 SO282      | ۲۱ سپتامبر ۲۰۰۱ |
| ۱۴۰۲۸۵ | 2001 SH286      | ۲۱ سپتامبر ۲۰۰۱ |
| ۱۴۰۲۸۶ | 2001 SV286      | ۲۲ سپتامبر ۲۰۰۱ |
| ۱۴۰۲۸۷ | 2001 SC287      | ۲۲ سپتامبر ۲۰۰۱ |
| ۱۴۰۲۸۸ | 2001 SN289      | ۲۹ سپتامبر ۲۰۰۱ |
| ۱۴۰۲۸۹ | 2001 SW289      | ۲۹ سپتامبر ۲۰۰۱ |
| ۱۴۰۲۹۰ | 2001 SO290      | ۲۶ سپتامبر ۲۰۰۱ |
| ۱۴۰۲۹۱ | 2001 SO292      | ۱۶ سپتامبر ۲۰۰۱ |
| ۱۴۰۲۹۲ | 2001 SC295      | ۲۰ سپتامبر ۲۰۰۱ |
| ۱۴۰۲۹۳ | 2001 SQ299      | ۲۰ سپتامبر ۲۰۰۱ |
| ۱۴۰۲۹۴ | 2001 SO302      | ۲۰ سپتامبر ۲۰۰۱ |
| ۱۴۰۲۹۵ | 2001 SH304      | ۲۰ سپتامبر ۲۰۰۱ |
| ۱۴۰۲۹۶ | 2001 SR305      | ۲۰ سپتامبر ۲۰۰۱ |
| ۱۴۰۲۹۷ | 2001 SW305      | ۲۰ سپتامبر ۲۰۰۱ |
| ۱۴۰۲۹۸ | 2001 SO307      | ۲۱ سپتامبر ۲۰۰۱ |
| ۱۴۰۲۹۹ | 2001 SU311      | ۲۰ سپتامبر ۲۰۰۱ |
| ۱۴۰۳۰۰ | 2001 SW311      | ۲۰ سپتامبر ۲۰۰۱ |
| ۱۴۰۳۰۱ | 2001 SL312      | ۲۱ سپتامبر ۲۰۰۱ |
| ۱۴۰۳۰۲ | 2001 SQ312      | ۲۱ سپتامبر ۲۰۰۱ |
| ۱۴۰۳۰۳ | 2001 SK313      | ۲۱ سپتامبر ۲۰۰۱ |
| ۱۴۰۳۰۴ | 2001 SR313      | ۲۱ سپتامبر ۲۰۰۱ |
| ۱۴۰۳۰۵ | 2001 SA314      | ۲۱ سپتامبر ۲۰۰۱ |
| ۱۴۰۳۰۶ | 2001 SB314      | ۲۱ سپتامبر ۲۰۰۱ |
| ۱۴۰۳۰۷ | 2001 SM315      | ۲۵ سپتامبر ۲۰۰۱ |
| ۱۴۰۳۰۸ | 2001 SK316      | ۲۵ سپتامبر ۲۰۰۱ |
| ۱۴۰۳۰۹ | 2001 SL318      | ۲۱ سپتامبر ۲۰۰۱ |
| ۱۴۰۳۱۰ | 2001 SN318      | ۲۱ سپتامبر ۲۰۰۱ |
| ۱۴۰۳۱۱ | 2001 SR319      | ۲۱ سپتامبر ۲۰۰۱ |
| ۱۴۰۳۱۲ | 2001 SY319      | ۲۱ سپتامبر ۲۰۰۱ |
| ۱۴۰۳۱۳ | 2001 SD320      | ۲۱ سپتامبر ۲۰۰۱ |
| ۱۴۰۳۱۴ | 2001 SV320      | ۲۳ سپتامبر ۲۰۰۱ |
| ۱۴۰۳۱۵ | 2001 SG321      | ۲۵ سپتامبر ۲۰۰۱ |
| ۱۴۰۳۱۶ | 2001 SE322      | ۲۵ سپتامبر ۲۰۰۱ |
| ۱۴۰۳۱۷ | 2001 SO323      | ۲۵ سپتامبر ۲۰۰۱ |
| ۱۴۰۳۱۸ | 2001 SQ323      | ۲۵ سپتامبر ۲۰۰۱ |
| ۱۴۰۳۱۹ | 2001 ST327      | ۱۸ سپتامبر ۲۰۰۱ |
| ۱۴۰۳۲۰ | 2001 SX327      | ۱۸ سپتامبر ۲۰۰۱ |
| ۱۴۰۳۲۱ | 2001 SD330      | ۱۹ سپتامبر ۲۰۰۱ |
| ۱۴۰۳۲۲ | 2001 SD334      | ۱۹ سپتامبر ۲۰۰۱ |
| ۱۴۰۳۲۳ | 2001 SD337      | ۲۰ سپتامبر ۲۰۰۱ |
| ۱۴۰۳۲۴ | 2001 SK337      | ۲۰ سپتامبر ۲۰۰۱ |
| ۱۴۰۳۲۵ | 2001 SC339      | ۲۱ سپتامبر ۲۰۰۱ |
| ۱۴۰۳۲۶ | 2001 SV339      | ۲۱ سپتامبر ۲۰۰۱ |
| ۱۴۰۳۲۷ | 2001 SY339      | ۲۱ سپتامبر ۲۰۰۱ |
| ۱۴۰۳۲۸ | 2001 SD343      | ۲۲ سپتامبر ۲۰۰۱ |
| ۱۴۰۳۲۹ | 2001 SM344      | ۲۳ سپتامبر ۲۰۰۱ |
| ۱۴۰۳۳۰ | 2001 SY347      | ۲۶ سپتامبر ۲۰۰۱ |
| ۱۴۰۳۳۱ | 2001 SG349      | ۲۶ سپتامبر ۲۰۰۱ |
| ۱۴۰۳۳۲ | 2001 SK350      | ۲۰ سپتامبر ۲۰۰۱ |
| ۱۴۰۳۳۳ | 2001 TD2        | ۱۰ اکتبر ۲۰۰۱   |
| ۱۴۰۳۳۴ | 2001 TU3        | ۷ اکتبر ۲۰۰۱    |
| ۱۴۰۳۳۵ | 2001 TZ3        | ۷ اکتبر ۲۰۰۱    |
| ۱۴۰۳۳۶ | 2001 TP4        | ۸ اکتبر ۲۰۰۱    |
| ۱۴۰۳۳۷ | 2001 TS4        | ۸ اکتبر ۲۰۰۱    |
| ۱۴۰۳۳۸ | 2001 TX4        | ۸ اکتبر ۲۰۰۱    |
| ۱۴۰۳۳۹ | 2001 TP5        | ۱۰ اکتبر ۲۰۰۱   |
| ۱۴۰۳۴۰ | 2001 TO7        | ۱۱ اکتبر ۲۰۰۱   |
| ۱۴۰۳۴۱ | 2001 TR7        | ۱۱ اکتبر ۲۰۰۱   |
| ۱۴۰۳۴۲ | 2001 TG8        | ۹ اکتبر ۲۰۰۱    |
| ۱۴۰۳۴۳ | 2001 TX10       | ۱۳ اکتبر ۲۰۰۱   |
| ۱۴۰۳۴۴ | 2001 TO11       | ۱۳ اکتبر ۲۰۰۱   |
| ۱۴۰۳۴۵ | 2001 TV12       | ۱۳ اکتبر ۲۰۰۱   |
| ۱۴۰۳۴۶ | 2001 TO14       | ۷ اکتبر ۲۰۰۱    |
| ۱۴۰۳۴۷ | 2001 TT14       | ۷ اکتبر ۲۰۰۱    |
| ۱۴۰۳۴۸ | 2001 TK15       | ۱۳ اکتبر ۲۰۰۱   |
| ۱۴۰۳۴۹ | 2001 TU15       | ۱۱ اکتبر ۲۰۰۱   |
| ۱۴۰۳۵۰ | 2001 TL16       | ۱۱ اکتبر ۲۰۰۱   |
| ۱۴۰۳۵۱ | 2001 TD18       | ۱۴ اکتبر ۲۰۰۱   |
| ۱۴۰۳۵۲ | 2001 TK18       | ۱۴ اکتبر ۲۰۰۱   |
| ۱۴۰۳۵۳ | 2001 TX18       | ۱۵ اکتبر ۲۰۰۱   |
| ۱۴۰۳۵۴ | 2001 TM19       | ۹ اکتبر ۲۰۰۱    |
| ۱۴۰۳۵۵ | 2001 TN19       | ۹ اکتبر ۲۰۰۱    |
| ۱۴۰۳۵۶ | 2001 TY19       | ۹ اکتبر ۲۰۰۱    |
| ۱۴۰۳۵۷ | 2001 TY20       | ۹ اکتبر ۲۰۰۱    |
| ۱۴۰۳۵۸ | 2001 TH21       | ۹ اکتبر ۲۰۰۱    |
| ۱۴۰۳۵۹ | 2001 TL22       | ۱۳ اکتبر ۲۰۰۱   |
| ۱۴۰۳۶۰ | 2001 TD23       | ۱۳ اکتبر ۲۰۰۱   |
| ۱۴۰۳۶۱ | 2001 TN23       | ۱۴ اکتبر ۲۰۰۱   |
| ۱۴۰۳۶۲ | 2001 TQ23       | ۱۴ اکتبر ۲۰۰۱   |
| ۱۴۰۳۶۳ | 2001 TP24       | ۱۴ اکتبر ۲۰۰۱   |
| ۱۴۰۳۶۴ | 2001 TD27       | ۱۴ اکتبر ۲۰۰۱   |
| ۱۴۰۳۶۵ | 2001 TL27       | ۱۴ اکتبر ۲۰۰۱   |
| ۱۴۰۳۶۶ | 2001 TK28       | ۱۴ اکتبر ۲۰۰۱   |
| ۱۴۰۳۶۷ | 2001 TP28       | ۱۴ اکتبر ۲۰۰۱   |
| ۱۴۰۳۶۸ | 2001 TC29       | ۱۴ اکتبر ۲۰۰۱   |
| ۱۴۰۳۶۹ | 2001 TO29       | ۱۴ اکتبر ۲۰۰۱   |
| ۱۴۰۳۷۰ | 2001 TU30       | ۱۴ اکتبر ۲۰۰۱   |
| ۱۴۰۳۷۱ | 2001 TY30       | ۱۴ اکتبر ۲۰۰۱   |
| ۱۴۰۳۷۲ | 2001 TW32       | ۱۴ اکتبر ۲۰۰۱   |
| ۱۴۰۳۷۳ | 2001 TL34       | ۱۴ اکتبر ۲۰۰۱   |
| ۱۴۰۳۷۴ | 2001 TM36       | ۱۴ اکتبر ۲۰۰۱   |
| ۱۴۰۳۷۵ | 2001 TN36       | ۱۴ اکتبر ۲۰۰۱   |
| ۱۴۰۳۷۶ | 2001 TE37       | ۱۴ اکتبر ۲۰۰۱   |
| ۱۴۰۳۷۷ | 2001 TN37       | ۱۴ اکتبر ۲۰۰۱   |
| ۱۴۰۳۷۸ | 2001 TQ39       | ۱۴ اکتبر ۲۰۰۱   |
| ۱۴۰۳۷۹ | 2001 TD42       | ۱۴ اکتبر ۲۰۰۱   |
| ۱۴۰۳۸۰ | 2001 TF45       | ۱۴ اکتبر ۲۰۰۱   |
| ۱۴۰۳۸۱ | 2001 TR46       | ۱۵ اکتبر ۲۰۰۱   |
| ۱۴۰۳۸۲ | 2001 TV47       | ۱۴ اکتبر ۲۰۰۱   |
| ۱۴۰۳۸۳ | 2001 TP48       | ۱۴ اکتبر ۲۰۰۱   |
| ۱۴۰۳۸۴ | 2001 TA49       | ۱۵ اکتبر ۲۰۰۱   |
| ۱۴۰۳۸۵ | 2001 TU49       | ۱۱ اکتبر ۲۰۰۱   |
| ۱۴۰۳۸۶ | 2001 TG51       | ۱۳ اکتبر ۲۰۰۱   |
| ۱۴۰۳۸۷ | 2001 TW51       | ۱۳ اکتبر ۲۰۰۱   |
| ۱۴۰۳۸۸ | 2001 TZ52       | ۱۳ اکتبر ۲۰۰۱   |
| ۱۴۰۳۸۹ | 2001 TM54       | ۱۴ اکتبر ۲۰۰۱   |
| ۱۴۰۳۹۰ | 2001 TB55       | ۱۴ اکتبر ۲۰۰۱   |
| ۱۴۰۳۹۱ | 2001 TQ55       | ۱۵ اکتبر ۲۰۰۱   |
| ۱۴۰۳۹۲ | 2001 TS57       | ۱۳ اکتبر ۲۰۰۱   |
| ۱۴۰۳۹۳ | 2001 TV57       | ۱۳ اکتبر ۲۰۰۱   |
| ۱۴۰۳۹۴ | 2001 TW58       | ۱۳ اکتبر ۲۰۰۱   |
| ۱۴۰۳۹۵ | 2001 TJ63       | ۱۳ اکتبر ۲۰۰۱   |
| ۱۴۰۳۹۶ | 2001 TG64       | ۱۳ اکتبر ۲۰۰۱   |
| ۱۴۰۳۹۷ | 2001 TK65       | ۱۳ اکتبر ۲۰۰۱   |
| ۱۴۰۳۹۸ | 2001 TM67       | ۱۳ اکتبر ۲۰۰۱   |
| ۱۴۰۳۹۹ | 2001 TN67       | ۱۳ اکتبر ۲۰۰۱   |
| ۱۴۰۴۰۰ | 2001 TR68       | ۱۳ اکتبر ۲۰۰۱   |
| ۱۴۰۴۰۱ | 2001 TJ70       | ۱۳ اکتبر ۲۰۰۱   |
| ۱۴۰۴۰۲ | 2001 TB71       | ۱۳ اکتبر ۲۰۰۱   |
| ۱۴۰۴۰۳ | 2001 TN71       | ۱۳ اکتبر ۲۰۰۱   |
| ۱۴۰۴۰۴ | 2001 TH73       | ۱۳ اکتبر ۲۰۰۱   |
| ۱۴۰۴۰۵ | 2001 TK73       | ۱۳ اکتبر ۲۰۰۱   |
| ۱۴۰۴۰۶ | 2001 TV73       | ۱۳ اکتبر ۲۰۰۱   |
| ۱۴۰۴۰۷ | 2001 TQ74       | ۱۳ اکتبر ۲۰۰۱   |
| ۱۴۰۴۰۸ | 2001 TC76       | ۱۳ اکتبر ۲۰۰۱   |
| ۱۴۰۴۰۹ | 2001 TO77       | ۱۳ اکتبر ۲۰۰۱   |
| ۱۴۰۴۱۰ | 2001 TJ81       | ۱۴ اکتبر ۲۰۰۱   |
| ۱۴۰۴۱۱ | 2001 TT82       | ۱۴ اکتبر ۲۰۰۱   |
| ۱۴۰۴۱۲ | 2001 TH83       | ۱۴ اکتبر ۲۰۰۱   |
| ۱۴۰۴۱۳ | 2001 TM84       | ۱۴ اکتبر ۲۰۰۱   |
| ۱۴۰۴۱۴ | 2001 TO85       | ۱۴ اکتبر ۲۰۰۱   |
| ۱۴۰۴۱۵ | 2001 TP85       | ۱۴ اکتبر ۲۰۰۱   |
| ۱۴۰۴۱۶ | 2001 TF87       | ۱۴ اکتبر ۲۰۰۱   |
| ۱۴۰۴۱۷ | 2001 TT87       | ۱۴ اکتبر ۲۰۰۱   |
| ۱۴۰۴۱۸ | 2001 TS89       | ۱۴ اکتبر ۲۰۰۱   |
| ۱۴۰۴۱۹ | 2001 TY89       | ۱۴ اکتبر ۲۰۰۱   |
| ۱۴۰۴۲۰ | 2001 TM90       | ۱۴ اکتبر ۲۰۰۱   |
| ۱۴۰۴۲۱ | 2001 TJ92       | ۱۴ اکتبر ۲۰۰۱   |
| ۱۴۰۴۲۲ | 2001 TO92       | ۱۴ اکتبر ۲۰۰۱   |
| ۱۴۰۴۲۳ | 2001 TM93       | ۱۴ اکتبر ۲۰۰۱   |
| ۱۴۰۴۲۴ | 2001 TO93       | ۱۴ اکتبر ۲۰۰۱   |
| ۱۴۰۴۲۵ | 2001 TS93       | ۱۴ اکتبر ۲۰۰۱   |
| ۱۴۰۴۲۶ | 2001 TU93       | ۱۴ اکتبر ۲۰۰۱   |
| ۱۴۰۴۲۷ | 2001 TE94       | ۱۴ اکتبر ۲۰۰۱   |
| ۱۴۰۴۲۸ | 2001 TT94       | ۱۴ اکتبر ۲۰۰۱   |
| ۱۴۰۴۲۹ | 2001 TQ96       | ۱۴ اکتبر ۲۰۰۱   |
| ۱۴۰۴۳۰ | 2001 TS101      | ۱۵ اکتبر ۲۰۰۱   |
| ۱۴۰۴۳۱ | 2001 TU101      | ۱۵ اکتبر ۲۰۰۱   |
| ۱۴۰۴۳۲ | 2001 TC102      | ۱۵ اکتبر ۲۰۰۱   |
| ۱۴۰۴۳۳ | 2001 TK102      | ۱۵ اکتبر ۲۰۰۱   |
| ۱۴۰۴۳۴ | 2001 TB103      | ۱۵ اکتبر ۲۰۰۱   |
| ۱۴۰۴۳۵ | 2001 TX103      | ۱۵ اکتبر ۲۰۰۱   |
| ۱۴۰۴۳۶ | 2001 TW104      | ۱۳ اکتبر ۲۰۰۱   |
| ۱۴۰۴۳۷ | 2001 TC106      | ۱۳ اکتبر ۲۰۰۱   |
| ۱۴۰۴۳۸ | 2001 TJ108      | ۱۴ اکتبر ۲۰۰۱   |
| ۱۴۰۴۳۹ | 2001 TY109      | ۱۴ اکتبر ۲۰۰۱   |
| ۱۴۰۴۴۰ | 2001 TK112      | ۱۴ اکتبر ۲۰۰۱   |
| ۱۴۰۴۴۱ | 2001 TH113      | ۱۴ اکتبر ۲۰۰۱   |
| ۱۴۰۴۴۲ | 2001 TF114      | ۱۴ اکتبر ۲۰۰۱   |
| ۱۴۰۴۴۳ | 2001 TR114      | ۱۴ اکتبر ۲۰۰۱   |
| ۱۴۰۴۴۴ | 2001 TR115      | ۱۴ اکتبر ۲۰۰۱   |
| ۱۴۰۴۴۵ | 2001 TB116      | ۱۴ اکتبر ۲۰۰۱   |
| ۱۴۰۴۴۶ | 2001 TU118      | ۱۵ اکتبر ۲۰۰۱   |
| ۱۴۰۴۴۷ | 2001 TX118      | ۱۵ اکتبر ۲۰۰۱   |
| ۱۴۰۴۴۸ | 2001 TQ120      | ۱۵ اکتبر ۲۰۰۱   |
| ۱۴۰۴۴۹ | 2001 TS120      | ۱۵ اکتبر ۲۰۰۱   |
| ۱۴۰۴۵۰ | 2001 TE121      | ۱۵ اکتبر ۲۰۰۱   |
| ۱۴۰۴۵۱ | 2001 TQ121      | ۱۵ اکتبر ۲۰۰۱   |
| ۱۴۰۴۵۲ | 2001 TX122      | ۱۵ اکتبر ۲۰۰۱   |
| ۱۴۰۴۵۳ | 2001 TN123      | ۱۲ اکتبر ۲۰۰۱   |
| ۱۴۰۴۵۴ | 2001 TB124      | ۱۲ اکتبر ۲۰۰۱   |
| ۱۴۰۴۵۵ | 2001 TY124      | ۱۲ اکتبر ۲۰۰۱   |
| ۱۴۰۴۵۶ | 2001 TS125      | ۱۲ اکتبر ۲۰۰۱   |
| ۱۴۰۴۵۷ | 2001 TS126      | ۱۳ اکتبر ۲۰۰۱   |
| ۱۴۰۴۵۸ | 2001 TF127      | ۱۱ اکتبر ۲۰۰۱   |
| ۱۴۰۴۵۹ | 2001 TO127      | ۱۲ اکتبر ۲۰۰۱   |
| ۱۴۰۴۶۰ | 2001 TR127      | ۱۲ اکتبر ۲۰۰۱   |
| ۱۴۰۴۶۱ | 2001 TS127      | ۱۵ اکتبر ۲۰۰۱   |
| ۱۴۰۴۶۲ | 2001 TF128      | ۱۰ اکتبر ۲۰۰۱   |
| ۱۴۰۴۶۳ | 2001 TX128      | ۱۴ اکتبر ۲۰۰۱   |
| ۱۴۰۴۶۴ | 2001 TF129      | ۱۴ اکتبر ۲۰۰۱   |
| ۱۴۰۴۶۵ | 2001 TF130      | ۱۵ اکتبر ۲۰۰۱   |
| ۱۴۰۴۶۶ | 2001 TU130      | ۱۰ اکتبر ۲۰۰۱   |
| ۱۴۰۴۶۷ | 2001 TN131      | ۱۱ اکتبر ۲۰۰۱   |
| ۱۴۰۴۶۸ | 2001 TU132      | ۱۲ اکتبر ۲۰۰۱   |
| ۱۴۰۴۶۹ | 2001 TY133      | ۱۲ اکتبر ۲۰۰۱   |
| ۱۴۰۴۷۰ | 2001 TR134      | ۱۳ اکتبر ۲۰۰۱   |
| ۱۴۰۴۷۱ | 2001 TZ134      | ۱۳ اکتبر ۲۰۰۱   |
| ۱۴۰۴۷۲ | 2001 TB135      | ۱۳ اکتبر ۲۰۰۱   |
| ۱۴۰۴۷۳ | 2001 TK135      | ۱۳ اکتبر ۲۰۰۱   |
| ۱۴۰۴۷۴ | 2001 TM135      | ۱۳ اکتبر ۲۰۰۱   |
| ۱۴۰۴۷۵ | 2001 TF137      | ۱۴ اکتبر ۲۰۰۱   |
| ۱۴۰۴۷۶ | 2001 TL137      | ۱۴ اکتبر ۲۰۰۱   |
| ۱۴۰۴۷۷ | 2001 TM137      | ۱۴ اکتبر ۲۰۰۱   |
| ۱۴۰۴۷۸ | 2001 TN138      | ۱۰ اکتبر ۲۰۰۱   |
| ۱۴۰۴۷۹ | 2001 TQ138      | ۱۰ اکتبر ۲۰۰۱   |
| ۱۴۰۴۸۰ | 2001 TV138      | ۱۰ اکتبر ۲۰۰۱   |
| ۱۴۰۴۸۱ | 2001 TQ140      | ۱۰ اکتبر ۲۰۰۱   |
| ۱۴۰۴۸۲ | 2001 TK141      | ۱۰ اکتبر ۲۰۰۱   |
| ۱۴۰۴۸۳ | 2001 TM141      | ۱۰ اکتبر ۲۰۰۱   |
| ۱۴۰۴۸۴ | 2001 TH142      | ۱۰ اکتبر ۲۰۰۱   |
| ۱۴۰۴۸۵ | 2001 TJ142      | ۱۰ اکتبر ۲۰۰۱   |
| ۱۴۰۴۸۶ | 2001 TZ142      | ۱۰ اکتبر ۲۰۰۱   |
| ۱۴۰۴۸۷ | 2001 TP143      | ۱۰ اکتبر ۲۰۰۱   |
| ۱۴۰۴۸۸ | 2001 TS143      | ۱۰ اکتبر ۲۰۰۱   |
| ۱۴۰۴۸۹ | 2001 TU145      | ۱۰ اکتبر ۲۰۰۱   |
| ۱۴۰۴۹۰ | 2001 TJ148      | ۱۰ اکتبر ۲۰۰۱   |
| ۱۴۰۴۹۱ | 2001 TA149      | ۱۰ اکتبر ۲۰۰۱   |
| ۱۴۰۴۹۲ | 2001 TH151      | ۱۰ اکتبر ۲۰۰۱   |
| ۱۴۰۴۹۳ | 2001 TL151      | ۱۰ اکتبر ۲۰۰۱   |
| ۱۴۰۴۹۴ | 2001 TR151      | ۱۰ اکتبر ۲۰۰۱   |
| ۱۴۰۴۹۵ | 2001 TK153      | ۱۱ اکتبر ۲۰۰۱   |
| ۱۴۰۴۹۶ | 2001 TT153      | ۱۳ اکتبر ۲۰۰۱   |
| ۱۴۰۴۹۷ | 2001 TX153      | ۱۳ اکتبر ۲۰۰۱   |
| ۱۴۰۴۹۸ | 2001 TO155      | ۱۴ اکتبر ۲۰۰۱   |
| ۱۴۰۴۹۹ | 2001 TW156      | ۱۴ اکتبر ۲۰۰۱   |
| ۱۴۰۵۰۰ | 2001 TF158      | ۱۰ اکتبر ۲۰۰۱   |
| ۱۴۰۵۰۱ | 2001 TN158      | ۱۱ اکتبر ۲۰۰۱   |
| ۱۴۰۵۰۲ | 2001 TK160      | ۱۵ اکتبر ۲۰۰۱   |
| ۱۴۰۵۰۳ | 2001 TN160      | ۱۵ اکتبر ۲۰۰۱   |
| ۱۴۰۵۰۴ | 2001 TO161      | ۱۱ اکتبر ۲۰۰۱   |
| ۱۴۰۵۰۵ | 2001 TS161      | ۱۱ اکتبر ۲۰۰۱   |
| ۱۴۰۵۰۶ | 2001 TJ163      | ۱۱ اکتبر ۲۰۰۱   |
| ۱۴۰۵۰۷ | 2001 TH164      | ۱۱ اکتبر ۲۰۰۱   |
| ۱۴۰۵۰۸ | 2001 TN165      | ۱۳ اکتبر ۲۰۰۱   |
| ۱۴۰۵۰۹ | 2001 TR165      | ۱۴ اکتبر ۲۰۰۱   |
| ۱۴۰۵۱۰ | 2001 TT165      | ۱۴ اکتبر ۲۰۰۱   |
| ۱۴۰۵۱۱ | 2001 TF166      | ۱۵ اکتبر ۲۰۰۱   |
| ۱۴۰۵۱۲ | 2001 TN166      | ۱۵ اکتبر ۲۰۰۱   |
| ۱۴۰۵۱۳ | 2001 TY166      | ۱۵ اکتبر ۲۰۰۱   |
| ۱۴۰۵۱۴ | 2001 TF167      | ۱۵ اکتبر ۲۰۰۱   |
| ۱۴۰۵۱۵ | 2001 TA169      | ۱۵ اکتبر ۲۰۰۱   |
| ۱۴۰۵۱۶ | 2001 TU169      | ۱۵ اکتبر ۲۰۰۱   |
| ۱۴۰۵۱۷ | 2001 TV169      | ۱۵ اکتبر ۲۰۰۱   |
| ۱۴۰۵۱۸ | 2001 TY169      | ۱۵ اکتبر ۲۰۰۱   |
| ۱۴۰۵۱۹ | 2001 TZ169      | ۱۵ اکتبر ۲۰۰۱   |
| ۱۴۰۵۲۰ | 2001 TN170      | ۱۳ اکتبر ۲۰۰۱   |
| ۱۴۰۵۲۱ | 2001 TS170      | ۱۳ اکتبر ۲۰۰۱   |
| ۱۴۰۵۲۲ | 2001 TH171      | ۱۵ اکتبر ۲۰۰۱   |
| ۱۴۰۵۲۳ | 2001 TK171      | ۱۵ اکتبر ۲۰۰۱   |
| ۱۴۰۵۲۴ | 2001 TT171      | ۱۳ اکتبر ۲۰۰۱   |
| ۱۴۰۵۲۵ | 2001 TF172      | ۱۳ اکتبر ۲۰۰۱   |
| ۱۴۰۵۲۶ | 2001 TE173      | ۱۳ اکتبر ۲۰۰۱   |
| ۱۴۰۵۲۷ | 2001 TN174      | ۱۴ اکتبر ۲۰۰۱   |
| ۱۴۰۵۲۸ | 2001 TY174      | ۱۵ اکتبر ۲۰۰۱   |
| ۱۴۰۵۲۹ | 2001 TG176      | ۱۴ اکتبر ۲۰۰۱   |
| ۱۴۰۵۳۰ | 2001 TY176      | ۱۴ اکتبر ۲۰۰۱   |
| ۱۴۰۵۳۱ | 2001 TC180      | ۱۴ اکتبر ۲۰۰۱   |
| ۱۴۰۵۳۲ | 2001 TJ180      | ۱۴ اکتبر ۲۰۰۱   |
| ۱۴۰۵۳۳ | 2001 TK180      | ۱۴ اکتبر ۲۰۰۱   |
| ۱۴۰۵۳۴ | 2001 TT180      | ۱۴ اکتبر ۲۰۰۱   |
| ۱۴۰۵۳۵ | 2001 TN182      | ۱۴ اکتبر ۲۰۰۱   |
| ۱۴۰۵۳۶ | 2001 TO182      | ۱۴ اکتبر ۲۰۰۱   |
| ۱۴۰۵۳۷ | 2001 TQ182      | ۱۴ اکتبر ۲۰۰۱   |
| ۱۴۰۵۳۸ | 2001 TX182      | ۱۴ اکتبر ۲۰۰۱   |
| ۱۴۰۵۳۹ | 2001 TJ184      | ۱۴ اکتبر ۲۰۰۱   |
| ۱۴۰۵۴۰ | 2001 TU184      | ۱۴ اکتبر ۲۰۰۱   |
| ۱۴۰۵۴۱ | 2001 TO185      | ۱۴ اکتبر ۲۰۰۱   |
| ۱۴۰۵۴۲ | 2001 TP185      | ۱۴ اکتبر ۲۰۰۱   |
| ۱۴۰۵۴۳ | 2001 TS186      | ۱۴ اکتبر ۲۰۰۱   |
| ۱۴۰۵۴۴ | 2001 TH188      | ۱۴ اکتبر ۲۰۰۱   |
| ۱۴۰۵۴۵ | 2001 TA194      | ۱۵ اکتبر ۲۰۰۱   |
| ۱۴۰۵۴۶ | 2001 TZ194      | ۱۵ اکتبر ۲۰۰۱   |
| ۱۴۰۵۴۷ | 2001 TA195      | ۱۵ اکتبر ۲۰۰۱   |
| ۱۴۰۵۴۸ | 2001 TB197      | ۱۵ اکتبر ۲۰۰۱   |
| ۱۴۰۵۴۹ | 2001 TU198      | ۱۱ اکتبر ۲۰۰۱   |
| ۱۴۰۵۵۰ | 2001 TY198      | ۱۱ اکتبر ۲۰۰۱   |
| ۱۴۰۵۵۱ | 2001 TE200      | ۱۱ اکتبر ۲۰۰۱   |
| ۱۴۰۵۵۲ | 2001 TW201      | ۱۱ اکتبر ۲۰۰۱   |
| ۱۴۰۵۵۳ | 2001 TQ202      | ۱۱ اکتبر ۲۰۰۱   |
| ۱۴۰۵۵۴ | 2001 TK203      | ۱۱ اکتبر ۲۰۰۱   |
| ۱۴۰۵۵۵ | 2001 TV203      | ۱۱ اکتبر ۲۰۰۱   |
| ۱۴۰۵۵۶ | 2001 TY203      | ۱۱ اکتبر ۲۰۰۱   |
| ۱۴۰۵۵۷ | 2001 TE204      | ۱۱ اکتبر ۲۰۰۱   |
| ۱۴۰۵۵۸ | 2001 TO204      | ۱۱ اکتبر ۲۰۰۱   |
| ۱۴۰۵۵۹ | 2001 TQ204      | ۱۱ اکتبر ۲۰۰۱   |
| ۱۴۰۵۶۰ | 2001 TW204      | ۱۱ اکتبر ۲۰۰۱   |
| ۱۴۰۵۶۱ | 2001 TL207      | ۱۱ اکتبر ۲۰۰۱   |
| ۱۴۰۵۶۲ | 2001 TS207      | ۱۱ اکتبر ۲۰۰۱   |
| ۱۴۰۵۶۳ | 2001 TE209      | ۱۲ اکتبر ۲۰۰۱   |
| ۱۴۰۵۶۴ | 2001 TY209      | ۱۳ اکتبر ۲۰۰۱   |
| ۱۴۰۵۶۵ | 2001 TO210      | ۱۳ اکتبر ۲۰۰۱   |
| ۱۴۰۵۶۶ | 2001 TR211      | ۱۳ اکتبر ۲۰۰۱   |
| ۱۴۰۵۶۷ | 2001 TN212      | ۱۳ اکتبر ۲۰۰۱   |
| ۱۴۰۵۶۸ | 2001 TZ212      | ۱۳ اکتبر ۲۰۰۱   |
| ۱۴۰۵۶۹ | 2001 TF213      | ۱۳ اکتبر ۲۰۰۱   |
| ۱۴۰۵۷۰ | 2001 TY213      | ۱۳ اکتبر ۲۰۰۱   |
| ۱۴۰۵۷۱ | 2001 TL214      | ۱۳ اکتبر ۲۰۰۱   |
| ۱۴۰۵۷۲ | 2001 TE215      | ۱۳ اکتبر ۲۰۰۱   |
| ۱۴۰۵۷۳ | 2001 TH215      | ۱۳ اکتبر ۲۰۰۱   |
| ۱۴۰۵۷۴ | 2001 TA216      | ۱۳ اکتبر ۲۰۰۱   |
| ۱۴۰۵۷۵ | 2001 TK217      | ۱۴ اکتبر ۲۰۰۱   |
| ۱۴۰۵۷۶ | 2001 TL217      | ۱۴ اکتبر ۲۰۰۱   |
| ۱۴۰۵۷۷ | 2001 TF219      | ۱۴ اکتبر ۲۰۰۱   |
| ۱۴۰۵۷۸ | 2001 TN221      | ۱۴ اکتبر ۲۰۰۱   |
| ۱۴۰۵۷۹ | 2001 TM222      | ۱۴ اکتبر ۲۰۰۱   |
| ۱۴۰۵۸۰ | 2001 TW223      | ۱۴ اکتبر ۲۰۰۱   |
| ۱۴۰۵۸۱ | 2001 TX223      | ۱۴ اکتبر ۲۰۰۱   |
| ۱۴۰۵۸۲ | 2001 TW225      | ۱۴ اکتبر ۲۰۰۱   |
| ۱۴۰۵۸۳ | 2001 TZ225      | ۱۴ اکتبر ۲۰۰۱   |
| ۱۴۰۵۸۴ | 2001 TU226      | ۱۴ اکتبر ۲۰۰۱   |
| ۱۴۰۵۸۵ | 2001 TR227      | ۱۵ اکتبر ۲۰۰۱   |
| ۱۴۰۵۸۶ | 2001 TP228      | ۱۵ اکتبر ۲۰۰۱   |
| ۱۴۰۵۸۷ | 2001 TE229      | ۱۵ اکتبر ۲۰۰۱   |
| ۱۴۰۵۸۸ | 2001 TU230      | ۱۵ اکتبر ۲۰۰۱   |
| ۱۴۰۵۸۹ | 2001 TY230      | ۱۵ اکتبر ۲۰۰۱   |
| ۱۴۰۵۹۰ | 2001 TR231      | ۱۵ اکتبر ۲۰۰۱   |
| ۱۴۰۵۹۱ | 2001 TL232      | ۱۵ اکتبر ۲۰۰۱   |
| ۱۴۰۵۹۲ | 2001 TZ233      | ۱۵ اکتبر ۲۰۰۱   |
| ۱۴۰۵۹۳ | 2001 TA235      | ۱۵ اکتبر ۲۰۰۱   |
| ۱۴۰۵۹۴ | 2001 TC236      | ۱۵ اکتبر ۲۰۰۱   |
| ۱۴۰۵۹۵ | 2001 TE236      | ۱۵ اکتبر ۲۰۰۱   |
| ۱۴۰۵۹۶ | 2001 TO236      | ۱۵ اکتبر ۲۰۰۱   |
| ۱۴۰۵۹۷ | 2001 TZ237      | ۱۳ اکتبر ۲۰۰۱   |
| ۱۴۰۵۹۸ | 2001 TD238      | ۱۴ اکتبر ۲۰۰۱   |
| ۱۴۰۵۹۹ | 2001 TX238      | ۱۵ اکتبر ۲۰۰۱   |
| ۱۴۰۶۰۰ | 2001 TC239      | ۱۵ اکتبر ۲۰۰۱   |
| ۱۴۰۶۰۱ | 2001 TP239      | ۱۵ اکتبر ۲۰۰۱   |
| ۱۴۰۶۰۲ | 2001 TU247      | ۱۴ اکتبر ۲۰۰۱   |
| ۱۴۰۶۰۲ | 2001 UQ         | ۱۸ اکتبر ۲۰۰۱   |
| ۱۴۰۶۰۴ | 2001 UA3        | ۱۶ اکتبر ۲۰۰۱   |
| ۱۴۰۶۰۵ | 2001 UG3        | ۱۶ اکتبر ۲۰۰۱   |
| ۱۴۰۶۰۶ | 2001 UL3        | ۱۶ اکتبر ۲۰۰۱   |
| ۱۴۰۶۰۷ | 2001 UC4        | ۱۷ اکتبر ۲۰۰۱   |
| ۱۴۰۶۰۸ | 2001 UD4        | ۱۷ اکتبر ۲۰۰۱   |
| ۱۴۰۶۰۹ | 2001 UE4        | ۱۷ اکتبر ۲۰۰۱   |
| ۱۴۰۶۱۰ | 2001 UG5        | ۱۹ اکتبر ۲۰۰۱   |
| ۱۴۰۶۱۱ | 2001 UQ6        | ۱۷ اکتبر ۲۰۰۱   |
| ۱۴۰۶۱۲ | 2001 UU6        | ۱۸ اکتبر ۲۰۰۱   |
| ۱۴۰۶۱۳ | 2001 UX6        | ۱۸ اکتبر ۲۰۰۱   |
| ۱۴۰۶۱۴ | 2001 UZ6        | ۱۸ اکتبر ۲۰۰۱   |
| ۱۴۰۶۱۵ | 2001 UA7        | ۱۸ اکتبر ۲۰۰۱   |
| ۱۴۰۶۱۶ | 2001 UC7        | ۲۲ اکتبر ۲۰۰۱   |
| ۱۴۰۶۱۷ | 2001 UQ7        | ۱۷ اکتبر ۲۰۰۱   |
| ۱۴۰۶۱۸ | 2001 UC9        | ۱۷ اکتبر ۲۰۰۱   |
| ۱۴۰۶۱۹ | 2001 UG9        | ۱۷ اکتبر ۲۰۰۱   |
| ۱۴۰۶۲۰ | Raoulwallenberg | ۲۱ اکتبر ۲۰۰۱   |
| ۱۴۰۶۲۱ | 2001 UQ10       | ۲۱ اکتبر ۲۰۰۱   |
| ۱۴۰۶۲۲ | 2001 UO12       | ۲۴ اکتبر ۲۰۰۱   |
| ۱۴۰۶۲۳ | 2001 UR12       | ۲۴ اکتبر ۲۰۰۱   |
| ۱۴۰۶۲۴ | 2001 UY12       | ۲۴ اکتبر ۲۰۰۱   |
| ۱۴۰۶۲۵ | 2001 UZ12       | ۲۴ اکتبر ۲۰۰۱   |
| ۱۴۰۶۲۶ | 2001 UC13       | ۲۴ اکتبر ۲۰۰۱   |
| ۱۴۰۶۲۷ | 2001 UR13       | ۲۴ اکتبر ۲۰۰۱   |
| ۱۴۰۶۲۸ | Klaipeda        | ۲۰ اکتبر ۲۰۰۱   |
| ۱۴۰۶۲۹ | 2001 UU14       | ۲۴ اکتبر ۲۰۰۱   |
| ۱۴۰۶۳۰ | 2001 UY14       | ۲۴ اکتبر ۲۰۰۱   |
| ۱۴۰۶۳۱ | 2001 UV15       | ۲۵ اکتبر ۲۰۰۱   |
| ۱۴۰۶۳۲ | 2001 UQ17       | ۲۶ اکتبر ۲۰۰۱   |
| ۱۴۰۶۳۳ | 2001 UR17       | ۲۶ اکتبر ۲۰۰۱   |
| ۱۴۰۶۳۴ | 2001 UY18       | ۱۶ اکتبر ۲۰۰۱   |
| ۱۴۰۶۳۵ | 2001 UY19       | ۱۶ اکتبر ۲۰۰۱   |
| ۱۴۰۶۳۶ | 2001 UB21       | ۱۷ اکتبر ۲۰۰۱   |
| ۱۴۰۶۳۷ | 2001 UX21       | ۱۷ اکتبر ۲۰۰۱   |
| ۱۴۰۶۳۸ | 2001 UB22       | ۱۷ اکتبر ۲۰۰۱   |
| ۱۴۰۶۳۹ | 2001 UQ22       | ۱۷ اکتبر ۲۰۰۱   |
| ۱۴۰۶۴۰ | 2001 UO23       | ۱۸ اکتبر ۲۰۰۱   |
| ۱۴۰۶۴۱ | 2001 UP25       | ۱۸ اکتبر ۲۰۰۱   |
| ۱۴۰۶۴۲ | 2001 US25       | ۱۸ اکتبر ۲۰۰۱   |
| ۱۴۰۶۴۳ | 2001 UW25       | ۱۸ اکتبر ۲۰۰۱   |
| ۱۴۰۶۴۴ | 2001 UL26       | ۱۸ اکتبر ۲۰۰۱   |
| ۱۴۰۶۴۵ | 2001 UO26       | ۱۸ اکتبر ۲۰۰۱   |
| ۱۴۰۶۴۶ | 2001 UX28       | ۱۶ اکتبر ۲۰۰۱   |
| ۱۴۰۶۴۷ | 2001 UM29       | ۱۶ اکتبر ۲۰۰۱   |
| ۱۴۰۶۴۸ | 2001 UN30       | ۱۶ اکتبر ۲۰۰۱   |
| ۱۴۰۶۴۹ | 2001 US30       | ۱۶ اکتبر ۲۰۰۱   |
| ۱۴۰۶۵۰ | 2001 UZ31       | ۱۶ اکتبر ۲۰۰۱   |
| ۱۴۰۶۵۱ | 2001 UU32       | ۱۶ اکتبر ۲۰۰۱   |
| ۱۴۰۶۵۲ | 2001 UX33       | ۱۶ اکتبر ۲۰۰۱   |
| ۱۴۰۶۵۳ | 2001 UC35       | ۱۶ اکتبر ۲۰۰۱   |
| ۱۴۰۶۵۴ | 2001 UQ36       | ۱۶ اکتبر ۲۰۰۱   |
| ۱۴۰۶۵۵ | 2001 UA37       | ۱۶ اکتبر ۲۰۰۱   |
| ۱۴۰۶۵۶ | 2001 UT37       | ۱۷ اکتبر ۲۰۰۱   |
| ۱۴۰۶۵۷ | 2001 UC39       | ۱۷ اکتبر ۲۰۰۱   |
| ۱۴۰۶۵۸ | 2001 UL39       | ۱۷ اکتبر ۲۰۰۱   |
| ۱۴۰۶۵۹ | 2001 US39       | ۱۷ اکتبر ۲۰۰۱   |
| ۱۴۰۶۶۰ | 2001 UH42       | ۱۷ اکتبر ۲۰۰۱   |
| ۱۴۰۶۶۱ | 2001 UY42       | ۱۷ اکتبر ۲۰۰۱   |
| ۱۴۰۶۶۲ | 2001 UU43       | ۱۷ اکتبر ۲۰۰۱   |
| ۱۴۰۶۶۳ | 2001 UN44       | ۱۷ اکتبر ۲۰۰۱   |
| ۱۴۰۶۶۴ | 2001 UG45       | ۱۷ اکتبر ۲۰۰۱   |
| ۱۴۰۶۶۵ | 2001 UH45       | ۱۷ اکتبر ۲۰۰۱   |
| ۱۴۰۶۶۶ | 2001 UO46       | ۱۷ اکتبر ۲۰۰۱   |
| ۱۴۰۶۶۷ | 2001 UT47       | ۱۷ اکتبر ۲۰۰۱   |
| ۱۴۰۶۶۸ | 2001 UG48       | ۱۷ اکتبر ۲۰۰۱   |
| ۱۴۰۶۶۹ | 2001 UV48       | ۱۷ اکتبر ۲۰۰۱   |
| ۱۴۰۶۷۰ | 2001 UY48       | ۱۷ اکتبر ۲۰۰۱   |
| ۱۴۰۶۷۱ | 2001 UR49       | ۱۷ اکتبر ۲۰۰۱   |
| ۱۴۰۶۷۲ | 2001 UH50       | ۱۷ اکتبر ۲۰۰۱   |
| ۱۴۰۶۷۳ | 2001 UK50       | ۱۷ اکتبر ۲۰۰۱   |
| ۱۴۰۶۷۴ | 2001 UX50       | ۱۷ اکتبر ۲۰۰۱   |
| ۱۴۰۶۷۵ | 2001 UR51       | ۱۷ اکتبر ۲۰۰۱   |
| ۱۴۰۶۷۶ | 2001 UY51       | ۱۷ اکتبر ۲۰۰۱   |
| ۱۴۰۶۷۷ | 2001 UZ51       | ۱۷ اکتبر ۲۰۰۱   |
| ۱۴۰۶۷۸ | 2001 UC52       | ۱۷ اکتبر ۲۰۰۱   |
| ۱۴۰۶۷۹ | 2001 US52       | ۱۷ اکتبر ۲۰۰۱   |
| ۱۴۰۶۸۰ | 2001 UC53       | ۱۷ اکتبر ۲۰۰۱   |
| ۱۴۰۶۸۱ | 2001 UL53       | ۱۷ اکتبر ۲۰۰۱   |
| ۱۴۰۶۸۲ | 2001 UA54       | ۱۷ اکتبر ۲۰۰۱   |
| ۱۴۰۶۸۳ | 2001 UH54       | ۱۸ اکتبر ۲۰۰۱   |
| ۱۴۰۶۸۴ | 2001 UW54       | ۱۶ اکتبر ۲۰۰۱   |
| ۱۴۰۶۸۵ | 2001 UA55       | ۱۶ اکتبر ۲۰۰۱   |
| ۱۴۰۶۸۶ | 2001 UU55       | ۱۷ اکتبر ۲۰۰۱   |
| ۱۴۰۶۸۷ | 2001 UX55       | ۱۷ اکتبر ۲۰۰۱   |
| ۱۴۰۶۸۸ | 2001 UE57       | ۱۷ اکتبر ۲۰۰۱   |
| ۱۴۰۶۸۹ | 2001 UW58       | ۱۷ اکتبر ۲۰۰۱   |
| ۱۴۰۶۹۰ | 2001 UO61       | ۱۷ اکتبر ۲۰۰۱   |
| ۱۴۰۶۹۱ | 2001 UZ63       | ۱۸ اکتبر ۲۰۰۱   |
| ۱۴۰۶۹۲ | 2001 UF65       | ۱۸ اکتبر ۲۰۰۱   |
| ۱۴۰۶۹۳ | 2001 UN65       | ۱۸ اکتبر ۲۰۰۱   |
| ۱۴۰۶۹۴ | 2001 UD66       | ۱۸ اکتبر ۲۰۰۱   |
| ۱۴۰۶۹۵ | 2001 UD71       | ۱۷ اکتبر ۲۰۰۱   |
| ۱۴۰۶۹۶ | 2001 UV72       | ۱۶ اکتبر ۲۰۰۱   |
| ۱۴۰۶۹۷ | 2001 UG73       | ۱۷ اکتبر ۲۰۰۱   |
| ۱۴۰۶۹۸ | 2001 UO73       | ۱۷ اکتبر ۲۰۰۱   |
| ۱۴۰۶۹۹ | 2001 UL74       | ۱۷ اکتبر ۲۰۰۱   |
| ۱۴۰۷۰۰ | 2001 UW74       | ۱۷ اکتبر ۲۰۰۱   |
| ۱۴۰۷۰۱ | 2001 UJ75       | ۱۷ اکتبر ۲۰۰۱   |
| ۱۴۰۷۰۲ | 2001 UZ75       | ۱۷ اکتبر ۲۰۰۱   |
| ۱۴۰۷۰۳ | 2001 UE77       | ۱۷ اکتبر ۲۰۰۱   |
| ۱۴۰۷۰۴ | 2001 UG77       | ۱۷ اکتبر ۲۰۰۱   |
| ۱۴۰۷۰۵ | 2001 UG78       | ۲۰ اکتبر ۲۰۰۱   |
| ۱۴۰۷۰۶ | 2001 UV79       | ۲۰ اکتبر ۲۰۰۱   |
| ۱۴۰۷۰۷ | 2001 UB80       | ۲۰ اکتبر ۲۰۰۱   |
| ۱۴۰۷۰۸ | 2001 UH81       | ۲۰ اکتبر ۲۰۰۱   |
| ۱۴۰۷۰۹ | 2001 US82       | ۲۰ اکتبر ۲۰۰۱   |
| ۱۴۰۷۱۰ | 2001 UZ82       | ۲۰ اکتبر ۲۰۰۱   |
| ۱۴۰۷۱۱ | 2001 UB86       | ۱۶ اکتبر ۲۰۰۱   |
| ۱۴۰۷۱۲ | 2001 UK88       | ۲۱ اکتبر ۲۰۰۱   |
| ۱۴۰۷۱۳ | 2001 UB89       | ۲۰ اکتبر ۲۰۰۱   |
| ۱۴۰۷۱۴ | 2001 UO89       | ۲۲ اکتبر ۲۰۰۱   |
| ۱۴۰۷۱۵ | 2001 UV91       | ۱۸ اکتبر ۲۰۰۱   |
| ۱۴۰۷۱۶ | 2001 UK92       | ۱۸ اکتبر ۲۰۰۱   |
| ۱۴۰۷۱۷ | 2001 UQ92       | ۱۸ اکتبر ۲۰۰۱   |
| ۱۴۰۷۱۸ | 2001 UG93       | ۱۹ اکتبر ۲۰۰۱   |
| ۱۴۰۷۱۹ | 2001 UL93       | ۱۹ اکتبر ۲۰۰۱   |
| ۱۴۰۷۲۰ | 2001 UO93       | ۱۹ اکتبر ۲۰۰۱   |
| ۱۴۰۷۲۱ | 2001 UT93       | ۱۹ اکتبر ۲۰۰۱   |
| ۱۴۰۷۲۲ | 2001 UU93       | ۱۹ اکتبر ۲۰۰۱   |
| ۱۴۰۷۲۳ | 2001 UY93       | ۱۹ اکتبر ۲۰۰۱   |
| ۱۴۰۷۲۴ | 2001 UL94       | ۱۹ اکتبر ۲۰۰۱   |
| ۱۴۰۷۲۵ | 2001 UX94       | ۱۹ اکتبر ۲۰۰۱   |
| ۱۴۰۷۲۶ | 2001 UU95       | ۱۶ اکتبر ۲۰۰۱   |
| ۱۴۰۷۲۷ | 2001 UA96       | ۱۷ اکتبر ۲۰۰۱   |
| ۱۴۰۷۲۸ | 2001 UC96       | ۱۷ اکتبر ۲۰۰۱   |
| ۱۴۰۷۲۹ | 2001 UV97       | ۱۷ اکتبر ۲۰۰۱   |
| ۱۴۰۷۳۰ | 2001 UU98       | ۱۷ اکتبر ۲۰۰۱   |
| ۱۴۰۷۳۱ | 2001 UW98       | ۱۷ اکتبر ۲۰۰۱   |
| ۱۴۰۷۳۲ | 2001 UM99       | ۱۷ اکتبر ۲۰۰۱   |
| ۱۴۰۷۳۳ | 2001 UR99       | ۱۷ اکتبر ۲۰۰۱   |
| ۱۴۰۷۳۴ | 2001 UF100      | ۱۷ اکتبر ۲۰۰۱   |
| ۱۴۰۷۳۵ | 2001 UH101      | ۲۰ اکتبر ۲۰۰۱   |
| ۱۴۰۷۳۶ | 2001 UJ102      | ۲۰ اکتبر ۲۰۰۱   |
| ۱۴۰۷۳۷ | 2001 UY103      | ۲۰ اکتبر ۲۰۰۱   |
| ۱۴۰۷۳۸ | 2001 UH104      | ۲۰ اکتبر ۲۰۰۱   |
| ۱۴۰۷۳۹ | 2001 UZ104      | ۲۰ اکتبر ۲۰۰۱   |
| ۱۴۰۷۴۰ | 2001 UY105      | ۲۰ اکتبر ۲۰۰۱   |
| ۱۴۰۷۴۱ | 2001 UC107      | ۲۰ اکتبر ۲۰۰۱   |
| ۱۴۰۷۴۲ | 2001 UL107      | ۲۰ اکتبر ۲۰۰۱   |
| ۱۴۰۷۴۳ | 2001 UT107      | ۲۰ اکتبر ۲۰۰۱   |
| ۱۴۰۷۴۴ | 2001 UE108      | ۲۰ اکتبر ۲۰۰۱   |
| ۱۴۰۷۴۵ | 2001 UU108      | ۲۰ اکتبر ۲۰۰۱   |
| ۱۴۰۷۴۶ | 2001 US109      | ۲۰ اکتبر ۲۰۰۱   |
| ۱۴۰۷۴۷ | 2001 UV109      | ۲۰ اکتبر ۲۰۰۱   |
| ۱۴۰۷۴۸ | 2001 UD110      | ۲۱ اکتبر ۲۰۰۱   |
| ۱۴۰۷۴۹ | 2001 UE113      | ۲۱ اکتبر ۲۰۰۱   |
| ۱۴۰۷۵۰ | 2001 UZ113      | ۲۲ اکتبر ۲۰۰۱   |
| ۱۴۰۷۵۱ | 2001 UN114      | ۲۲ اکتبر ۲۰۰۱   |
| ۱۴۰۷۵۲ | 2001 UH115      | ۲۲ اکتبر ۲۰۰۱   |
| ۱۴۰۷۵۳ | 2001 UC116      | ۲۲ اکتبر ۲۰۰۱   |
| ۱۴۰۷۵۴ | 2001 UX117      | ۲۲ اکتبر ۲۰۰۱   |
| ۱۴۰۷۵۵ | 2001 UY117      | ۲۲ اکتبر ۲۰۰۱   |
| ۱۴۰۷۵۶ | 2001 UR118      | ۲۲ اکتبر ۲۰۰۱   |
| ۱۴۰۷۵۷ | 2001 UX118      | ۲۲ اکتبر ۲۰۰۱   |
| ۱۴۰۷۵۸ | 2001 UA119      | ۲۲ اکتبر ۲۰۰۱   |
| ۱۴۰۷۵۹ | 2001 UB119      | ۲۲ اکتبر ۲۰۰۱   |
| ۱۴۰۷۶۰ | 2001 UN119      | ۲۲ اکتبر ۲۰۰۱   |
| ۱۴۰۷۶۱ | 2001 UO120      | ۲۲ اکتبر ۲۰۰۱   |
| ۱۴۰۷۶۲ | 2001 UQ120      | ۲۲ اکتبر ۲۰۰۱   |
| ۱۴۰۷۶۳ | 2001 UY120      | ۲۲ اکتبر ۲۰۰۱   |
| ۱۴۰۷۶۴ | 2001 UB122      | ۲۲ اکتبر ۲۰۰۱   |
| ۱۴۰۷۶۵ | 2001 UF122      | ۲۲ اکتبر ۲۰۰۱   |
| ۱۴۰۷۶۶ | 2001 UZ122      | ۲۲ اکتبر ۲۰۰۱   |
| ۱۴۰۷۶۷ | 2001 UA123      | ۲۲ اکتبر ۲۰۰۱   |
| ۱۴۰۷۶۸ | 2001 UL123      | ۲۲ اکتبر ۲۰۰۱   |
| ۱۴۰۷۶۹ | 2001 UA124      | ۲۲ اکتبر ۲۰۰۱   |
| ۱۴۰۷۷۰ | 2001 UU125      | ۲۳ اکتبر ۲۰۰۱   |
| ۱۴۰۷۷۱ | 2001 UJ126      | ۲۳ اکتبر ۲۰۰۱   |
| ۱۴۰۷۷۲ | 2001 UU127      | ۱۷ اکتبر ۲۰۰۱   |
| ۱۴۰۷۷۳ | 2001 UY128      | ۲۰ اکتبر ۲۰۰۱   |
| ۱۴۰۷۷۴ | 2001 UC131      | ۲۰ اکتبر ۲۰۰۱   |
| ۱۴۰۷۷۵ | 2001 US131      | ۲۰ اکتبر ۲۰۰۱   |
| ۱۴۰۷۷۶ | 2001 UU131      | ۲۰ اکتبر ۲۰۰۱   |
| ۱۴۰۷۷۷ | 2001 UZ131      | ۲۰ اکتبر ۲۰۰۱   |
| ۱۴۰۷۷۸ | 2001 UA133      | ۲۱ اکتبر ۲۰۰۱   |
| ۱۴۰۷۷۹ | 2001 UF133      | ۲۱ اکتبر ۲۰۰۱   |
| ۱۴۰۷۸۰ | 2001 UW133      | ۲۱ اکتبر ۲۰۰۱   |
| ۱۴۰۷۸۱ | 2001 UD134      | ۲۱ اکتبر ۲۰۰۱   |
| ۱۴۰۷۸۲ | 2001 UH136      | ۲۲ اکتبر ۲۰۰۱   |
| ۱۴۰۷۸۳ | 2001 UP137      | ۲۳ اکتبر ۲۰۰۱   |
| ۱۴۰۷۸۴ | 2001 UN139      | ۲۳ اکتبر ۲۰۰۱   |
| ۱۴۰۷۸۵ | 2001 UG140      | ۲۳ اکتبر ۲۰۰۱   |
| ۱۴۰۷۸۶ | 2001 UR140      | ۲۳ اکتبر ۲۰۰۱   |
| ۱۴۰۷۸۷ | 2001 UF141      | ۲۳ اکتبر ۲۰۰۱   |
| ۱۴۰۷۸۸ | 2001 UD142      | ۲۳ اکتبر ۲۰۰۱   |
| ۱۴۰۷۸۹ | 2001 UM142      | ۲۳ اکتبر ۲۰۰۱   |
| ۱۴۰۷۹۰ | 2001 UV142      | ۲۳ اکتبر ۲۰۰۱   |
| ۱۴۰۷۹۱ | 2001 UG143      | ۲۳ اکتبر ۲۰۰۱   |
| ۱۴۰۷۹۲ | 2001 UW143      | ۲۳ اکتبر ۲۰۰۱   |
| ۱۴۰۷۹۳ | 2001 UM144      | ۲۳ اکتبر ۲۰۰۱   |
| ۱۴۰۷۹۴ | 2001 UQ145      | ۲۳ اکتبر ۲۰۰۱   |
| ۱۴۰۷۹۵ | 2001 UF146      | ۲۳ اکتبر ۲۰۰۱   |
| ۱۴۰۷۹۶ | 2001 UN146      | ۲۳ اکتبر ۲۰۰۱   |
| ۱۴۰۷۹۷ | 2001 UE148      | ۲۳ اکتبر ۲۰۰۱   |
| ۱۴۰۷۹۸ | 2001 UR149      | ۲۳ اکتبر ۲۰۰۱   |
| ۱۴۰۷۹۹ | 2001 UG150      | ۲۳ اکتبر ۲۰۰۱   |
| ۱۴۰۸۰۰ | 2001 UV150      | ۲۳ اکتبر ۲۰۰۱   |
| ۱۴۰۸۰۱ | 2001 UK151      | ۲۳ اکتبر ۲۰۰۱   |
| ۱۴۰۸۰۲ | 2001 UM151      | ۲۳ اکتبر ۲۰۰۱   |
| ۱۴۰۸۰۳ | 2001 UX151      | ۲۳ اکتبر ۲۰۰۱   |
| ۱۴۰۸۰۴ | 2001 UJ152      | ۲۳ اکتبر ۲۰۰۱   |
| ۱۴۰۸۰۵ | 2001 UQ152      | ۲۳ اکتبر ۲۰۰۱   |
| ۱۴۰۸۰۶ | 2001 UT152      | ۲۳ اکتبر ۲۰۰۱   |
| ۱۴۰۸۰۷ | 2001 UR153      | ۲۳ اکتبر ۲۰۰۱   |
| ۱۴۰۸۰۸ | 2001 UV156      | ۲۳ اکتبر ۲۰۰۱   |
| ۱۴۰۸۰۹ | 2001 UL157      | ۲۳ اکتبر ۲۰۰۱   |
| ۱۴۰۸۱۰ | 2001 UM158      | ۲۳ اکتبر ۲۰۰۱   |
| ۱۴۰۸۱۱ | 2001 UC159      | ۲۳ اکتبر ۲۰۰۱   |
| ۱۴۰۸۱۲ | 2001 UE159      | ۲۳ اکتبر ۲۰۰۱   |
| ۱۴۰۸۱۳ | 2001 UN159      | ۲۳ اکتبر ۲۰۰۱   |
| ۱۴۰۸۱۴ | 2001 US159      | ۲۳ اکتبر ۲۰۰۱   |
| ۱۴۰۸۱۵ | 2001 UL160      | ۲۳ اکتبر ۲۰۰۱   |
| ۱۴۰۸۱۶ | 2001 UD161      | ۲۳ اکتبر ۲۰۰۱   |
| ۱۴۰۸۱۷ | 2001 UR161      | ۲۳ اکتبر ۲۰۰۱   |
| ۱۴۰۸۱۸ | 2001 UC162      | ۲۳ اکتبر ۲۰۰۱   |
| ۱۴۰۸۱۹ | 2001 UR162      | ۲۳ اکتبر ۲۰۰۱   |
| ۱۴۰۸۲۰ | 2001 UO163      | ۲۳ اکتبر ۲۰۰۱   |
| ۱۴۰۸۲۱ | 2001 UA164      | ۱۸ اکتبر ۲۰۰۱   |
| ۱۴۰۸۲۲ | 2001 UO164      | ۱۹ اکتبر ۲۰۰۱   |
| ۱۴۰۸۲۳ | 2001 UT165      | ۲۳ اکتبر ۲۰۰۱   |
| ۱۴۰۸۲۴ | 2001 UC167      | ۱۸ اکتبر ۲۰۰۱   |
| ۱۴۰۸۲۵ | 2001 UZ167      | ۱۹ اکتبر ۲۰۰۱   |
| ۱۴۰۸۲۶ | 2001 UX168      | ۱۹ اکتبر ۲۰۰۱   |
| ۱۴۰۸۲۷ | 2001 UZ169      | ۲۱ اکتبر ۲۰۰۱   |
| ۱۴۰۸۲۸ | 2001 UA172      | ۱۸ اکتبر ۲۰۰۱   |
| ۱۴۰۸۲۹ | 2001 UQ172      | ۱۸ اکتبر ۲۰۰۱   |
| ۱۴۰۸۳۰ | 2001 UL173      | ۱۸ اکتبر ۲۰۰۱   |
| ۱۴۰۸۳۱ | 2001 UV174      | ۱۹ اکتبر ۲۰۰۱   |
| ۱۴۰۸۳۲ | 2001 UK175      | ۲۴ اکتبر ۲۰۰۱   |
| ۱۴۰۸۳۳ | 2001 UE179      | ۲۵ اکتبر ۲۰۰۱   |
| ۱۴۰۸۳۴ | 2001 UF179      | ۲۵ اکتبر ۲۰۰۱   |
| ۱۴۰۸۳۵ | 2001 UL184      | ۱۶ اکتبر ۲۰۰۱   |
| ۱۴۰۸۳۶ | 2001 UD192      | ۱۸ اکتبر ۲۰۰۱   |
| ۱۴۰۸۳۷ | 2001 UP192      | ۱۸ اکتبر ۲۰۰۱   |
| ۱۴۰۸۳۸ | 2001 UU192      | ۱۸ اکتبر ۲۰۰۱   |
| ۱۴۰۸۳۹ | 2001 UH193      | ۱۸ اکتبر ۲۰۰۱   |
| ۱۴۰۸۴۰ | 2001 UO193      | ۱۸ اکتبر ۲۰۰۱   |
| ۱۴۰۸۴۱ | 2001 UO198      | ۱۹ اکتبر ۲۰۰۱   |
| ۱۴۰۸۴۲ | 2001 UH199      | ۱۹ اکتبر ۲۰۰۱   |
| ۱۴۰۸۴۳ | 2001 UP203      | ۱۹ اکتبر ۲۰۰۱   |
| ۱۴۰۸۴۴ | 2001 UE206      | ۲۰ اکتبر ۲۰۰۱   |
| ۱۴۰۸۴۵ | 2001 UK206      | ۲۰ اکتبر ۲۰۰۱   |
| ۱۴۰۸۴۶ | 2001 UX206      | ۲۰ اکتبر ۲۰۰۱   |
| ۱۴۰۸۴۷ | 2001 UR209      | ۲۰ اکتبر ۲۰۰۱   |
| ۱۴۰۸۴۸ | 2001 UJ210      | ۲۱ اکتبر ۲۰۰۱   |
| ۱۴۰۸۴۹ | 2001 UB212      | ۲۱ اکتبر ۲۰۰۱   |
| ۱۴۰۸۵۰ | 2001 UH212      | ۲۱ اکتبر ۲۰۰۱   |
| ۱۴۰۸۵۱ | 2001 UA213      | ۲۲ اکتبر ۲۰۰۱   |
| ۱۴۰۸۵۲ | 2001 UT215      | ۲۳ اکتبر ۲۰۰۱   |
| ۱۴۰۸۵۳ | 2001 UU215      | ۲۳ اکتبر ۲۰۰۱   |
| ۱۴۰۸۵۴ | 2001 UR219      | ۱۷ اکتبر ۲۰۰۱   |
| ۱۴۰۸۵۵ | 2001 US219      | ۱۷ اکتبر ۲۰۰۱   |
| ۱۴۰۸۵۶ | 2001 UY219      | ۱۸ اکتبر ۲۰۰۱   |
| ۱۴۰۸۵۷ | 2001 UZ221      | ۲۴ اکتبر ۲۰۰۱   |
| ۱۴۰۸۵۸ | 2001 UU222      | ۲۴ اکتبر ۲۰۰۱   |
| ۱۴۰۸۵۸ | 2001 VP         | ۷ نوامبر ۲۰۰۱   |
| ۱۴۰۸۵۸ | 2001 VW         | ۶ نوامبر ۲۰۰۱   |
| ۱۴۰۸۶۱ | 2001 VD1        | ۶ نوامبر ۲۰۰۱   |
| ۱۴۰۸۶۲ | 2001 VB3        | ۹ نوامبر ۲۰۰۱   |
| ۱۴۰۸۶۳ | 2001 VZ3        | ۱۱ نوامبر ۲۰۰۱  |
| ۱۴۰۸۶۴ | 2001 VL4        | ۹ نوامبر ۲۰۰۱   |
| ۱۴۰۸۶۵ | 2001 VX7        | ۹ نوامبر ۲۰۰۱   |
| ۱۴۰۸۶۶ | 2001 VZ9        | ۱۰ نوامبر ۲۰۰۱  |
| ۱۴۰۸۶۷ | 2001 VJ10       | ۱۰ نوامبر ۲۰۰۱  |
| ۱۴۰۸۶۸ | 2001 VQ10       | ۱۰ نوامبر ۲۰۰۱  |
| ۱۴۰۸۶۹ | 2001 VZ10       | ۱۰ نوامبر ۲۰۰۱  |
| ۱۴۰۸۷۰ | 2001 VS12       | ۱۰ نوامبر ۲۰۰۱  |
| ۱۴۰۸۷۱ | 2001 VH15       | ۱۰ نوامبر ۲۰۰۱  |
| ۱۴۰۸۷۲ | 2001 VO16       | ۷ نوامبر ۲۰۰۱   |
| ۱۴۰۸۷۳ | 2001 VH17       | ۱۱ نوامبر ۲۰۰۱  |
| ۱۴۰۸۷۴ | 2001 VL17       | ۹ نوامبر ۲۰۰۱   |
| ۱۴۰۸۷۵ | 2001 VP17       | ۸ نوامبر ۲۰۰۱   |
| ۱۴۰۸۷۶ | 2001 VM19       | ۹ نوامبر ۲۰۰۱   |
| ۱۴۰۸۷۷ | 2001 VN19       | ۹ نوامبر ۲۰۰۱   |
| ۱۴۰۸۷۸ | 2001 VP19       | ۹ نوامبر ۲۰۰۱   |
| ۱۴۰۸۷۹ | 2001 VE20       | ۹ نوامبر ۲۰۰۱   |
| ۱۴۰۸۸۰ | 2001 VL20       | ۹ نوامبر ۲۰۰۱   |
| ۱۴۰۸۸۱ | 2001 VB21       | ۹ نوامبر ۲۰۰۱   |
| ۱۴۰۸۸۲ | 2001 VG22       | ۹ نوامبر ۲۰۰۱   |
| ۱۴۰۸۸۳ | 2001 VD24       | ۹ نوامبر ۲۰۰۱   |
| ۱۴۰۸۸۴ | 2001 VH25       | ۹ نوامبر ۲۰۰۱   |
| ۱۴۰۸۸۵ | 2001 VH26       | ۹ نوامبر ۲۰۰۱   |
| ۱۴۰۸۸۶ | 2001 VY27       | ۹ نوامبر ۲۰۰۱   |
| ۱۴۰۸۸۷ | 2001 VD28       | ۹ نوامبر ۲۰۰۱   |
| ۱۴۰۸۸۸ | 2001 VX28       | ۹ نوامبر ۲۰۰۱   |
| ۱۴۰۸۸۹ | 2001 VL29       | ۹ نوامبر ۲۰۰۱   |
| ۱۴۰۸۹۰ | 2001 VK30       | ۹ نوامبر ۲۰۰۱   |
| ۱۴۰۸۹۱ | 2001 VB31       | ۹ نوامبر ۲۰۰۱   |
| ۱۴۰۸۹۲ | 2001 VG31       | ۹ نوامبر ۲۰۰۱   |
| ۱۴۰۸۹۳ | 2001 VF32       | ۹ نوامبر ۲۰۰۱   |
| ۱۴۰۸۹۴ | 2001 VT32       | ۹ نوامبر ۲۰۰۱   |
| ۱۴۰۸۹۵ | 2001 VR33       | ۹ نوامبر ۲۰۰۱   |
| ۱۴۰۸۹۶ | 2001 VW35       | ۹ نوامبر ۲۰۰۱   |
| ۱۴۰۸۹۷ | 2001 VC36       | ۹ نوامبر ۲۰۰۱   |
| ۱۴۰۸۹۸ | 2001 VV37       | ۹ نوامبر ۲۰۰۱   |
| ۱۴۰۸۹۹ | 2001 VK38       | ۹ نوامبر ۲۰۰۱   |
| ۱۴۰۹۰۰ | 2001 VW38       | ۹ نوامبر ۲۰۰۱   |
| ۱۴۰۹۰۱ | 2001 VT40       | ۹ نوامبر ۲۰۰۱   |
| ۱۴۰۹۰۲ | 2001 VK49       | ۱۰ نوامبر ۲۰۰۱  |
| ۱۴۰۹۰۳ | 2001 VO49       | ۱۰ نوامبر ۲۰۰۱  |
| ۱۴۰۹۰۴ | 2001 VV49       | ۱۰ نوامبر ۲۰۰۱  |
| ۱۴۰۹۰۵ | 2001 VC50       | ۱۰ نوامبر ۲۰۰۱  |
| ۱۴۰۹۰۶ | 2001 VG52       | ۱۰ نوامبر ۲۰۰۱  |
| ۱۴۰۹۰۷ | 2001 VJ52       | ۱۰ نوامبر ۲۰۰۱  |
| ۱۴۰۹۰۸ | 2001 VP53       | ۱۰ نوامبر ۲۰۰۱  |
| ۱۴۰۹۰۹ | 2001 VW54       | ۱۰ نوامبر ۲۰۰۱  |
| ۱۴۰۹۱۰ | 2001 VH55       | ۱۰ نوامبر ۲۰۰۱  |
| ۱۴۰۹۱۱ | 2001 VO57       | ۱۰ نوامبر ۲۰۰۱  |
| ۱۴۰۹۱۲ | 2001 VA58       | ۱۰ نوامبر ۲۰۰۱  |
| ۱۴۰۹۱۳ | 2001 VT58       | ۱۰ نوامبر ۲۰۰۱  |
| ۱۴۰۹۱۴ | 2001 VH60       | ۱۰ نوامبر ۲۰۰۱  |
| ۱۴۰۹۱۵ | 2001 VY61       | ۱۰ نوامبر ۲۰۰۱  |
| ۱۴۰۹۱۶ | 2001 VN62       | ۱۰ نوامبر ۲۰۰۱  |
| ۱۴۰۹۱۷ | 2001 VQ62       | ۱۰ نوامبر ۲۰۰۱  |
| ۱۴۰۹۱۸ | 2001 VZ62       | ۱۰ نوامبر ۲۰۰۱  |
| ۱۴۰۹۱۹ | 2001 VM63       | ۱۰ نوامبر ۲۰۰۱  |
| ۱۴۰۹۲۰ | 2001 VQ65       | ۱۰ نوامبر ۲۰۰۱  |
| ۱۴۰۹۲۱ | 2001 VS65       | ۱۰ نوامبر ۲۰۰۱  |
| ۱۴۰۹۲۲ | 2001 VW65       | ۱۰ نوامبر ۲۰۰۱  |
| ۱۴۰۹۲۳ | 2001 VX66       | ۱۰ نوامبر ۲۰۰۱  |
| ۱۴۰۹۲۴ | 2001 VU67       | ۱۱ نوامبر ۲۰۰۱  |
| ۱۴۰۹۲۵ | 2001 VR68       | ۱۱ نوامبر ۲۰۰۱  |
| ۱۴۰۹۲۶ | 2001 VY69       | ۱۱ نوامبر ۲۰۰۱  |
| ۱۴۰۹۲۷ | 2001 VM74       | ۱۴ نوامبر ۲۰۰۱  |
| ۱۴۰۹۲۸ | 2001 VG75       | ۱۲ نوامبر ۲۰۰۱  |
| ۱۴۰۹۲۹ | 2001 VY77       | ۱۱ نوامبر ۲۰۰۱  |
| ۱۴۰۹۳۰ | 2001 VU79       | ۹ نوامبر ۲۰۰۱   |
| ۱۴۰۹۳۱ | 2001 VO81       | ۱۵ نوامبر ۲۰۰۱  |
| ۱۴۰۹۳۲ | 2001 VA82       | ۱۲ نوامبر ۲۰۰۱  |
| ۱۴۰۹۳۳ | 2001 VS82       | ۱۰ نوامبر ۲۰۰۱  |
| ۱۴۰۹۳۴ | 2001 VB84       | ۱۱ نوامبر ۲۰۰۱  |
| ۱۴۰۹۳۵ | 2001 VM84       | ۱۲ نوامبر ۲۰۰۱  |
| ۱۴۰۹۳۶ | 2001 VV84       | ۱۲ نوامبر ۲۰۰۱  |
| ۱۴۰۹۳۷ | 2001 VS86       | ۱۳ نوامبر ۲۰۰۱  |
| ۱۴۰۹۳۸ | 2001 VU88       | ۱۲ نوامبر ۲۰۰۱  |
| ۱۴۰۹۳۹ | 2001 VZ89       | ۱۵ نوامبر ۲۰۰۱  |
| ۱۴۰۹۴۰ | 2001 VR90       | ۱۵ نوامبر ۲۰۰۱  |
| ۱۴۰۹۴۱ | 2001 VU90       | ۱۵ نوامبر ۲۰۰۱  |
| ۱۴۰۹۴۲ | 2001 VS91       | ۱۵ نوامبر ۲۰۰۱  |
| ۱۴۰۹۴۳ | 2001 VJ93       | ۱۵ نوامبر ۲۰۰۱  |
| ۱۴۰۹۴۴ | 2001 VU93       | ۱۵ نوامبر ۲۰۰۱  |
| ۱۴۰۹۴۵ | 2001 VW93       | ۱۵ نوامبر ۲۰۰۱  |
| ۱۴۰۹۴۶ | 2001 VO94       | ۱۵ نوامبر ۲۰۰۱  |
| ۱۴۰۹۴۷ | 2001 VM95       | ۱۵ نوامبر ۲۰۰۱  |
| ۱۴۰۹۴۸ | 2001 VC98       | ۱۵ نوامبر ۲۰۰۱  |
| ۱۴۰۹۴۹ | 2001 VK98       | ۱۵ نوامبر ۲۰۰۱  |
| ۱۴۰۹۵۰ | 2001 VP99       | ۱۵ نوامبر ۲۰۰۱  |
| ۱۴۰۹۵۱ | 2001 VZ99       | ۱۵ نوامبر ۲۰۰۱  |
| ۱۴۰۹۵۲ | 2001 VK100      | ۱۲ نوامبر ۲۰۰۱  |
| ۱۴۰۹۵۳ | 2001 VR100      | ۸ نوامبر ۲۰۰۱   |
| ۱۴۰۹۵۴ | 2001 VZ100      | ۱۲ نوامبر ۲۰۰۱  |
| ۱۴۰۹۵۵ | 2001 VF101      | ۱۲ نوامبر ۲۰۰۱  |
| ۱۴۰۹۵۶ | 2001 VL102      | ۱۲ نوامبر ۲۰۰۱  |
| ۱۴۰۹۵۷ | 2001 VJ103      | ۱۲ نوامبر ۲۰۰۱  |
| ۱۴۰۹۵۸ | 2001 VT103      | ۱۲ نوامبر ۲۰۰۱  |
| ۱۴۰۹۵۹ | 2001 VD104      | ۱۲ نوامبر ۲۰۰۱  |
| ۱۴۰۹۶۰ | 2001 VL105      | ۱۲ نوامبر ۲۰۰۱  |
| ۱۴۰۹۶۱ | 2001 VZ106      | ۱۲ نوامبر ۲۰۰۱  |
| ۱۴۰۹۶۲ | 2001 VB107      | ۱۲ نوامبر ۲۰۰۱  |
| ۱۴۰۹۶۳ | 2001 VX107      | ۱۲ نوامبر ۲۰۰۱  |
| ۱۴۰۹۶۴ | 2001 VM108      | ۱۲ نوامبر ۲۰۰۱  |
| ۱۴۰۹۶۵ | 2001 VF111      | ۱۲ نوامبر ۲۰۰۱  |
| ۱۴۰۹۶۶ | 2001 VV112      | ۱۲ نوامبر ۲۰۰۱  |
| ۱۴۰۹۶۷ | 2001 VL113      | ۱۲ نوامبر ۲۰۰۱  |
| ۱۴۰۹۶۸ | 2001 VU116      | ۱۲ نوامبر ۲۰۰۱  |
| ۱۴۰۹۶۹ | 2001 VE118      | ۱۲ نوامبر ۲۰۰۱  |
| ۱۴۰۹۷۰ | 2001 VL118      | ۱۲ نوامبر ۲۰۰۱  |
| ۱۴۰۹۷۱ | 2001 VY118      | ۱۲ نوامبر ۲۰۰۱  |
| ۱۴۰۹۷۲ | 2001 VF120      | ۱۲ نوامبر ۲۰۰۱  |
| ۱۴۰۹۷۳ | 2001 VN120      | ۱۲ نوامبر ۲۰۰۱  |
| ۱۴۰۹۷۴ | 2001 VW120      | ۱۲ نوامبر ۲۰۰۱  |
| ۱۴۰۹۷۵ | 2001 VM121      | ۱۵ نوامبر ۲۰۰۱  |
| ۱۴۰۹۷۶ | 2001 VS121      | ۱۵ نوامبر ۲۰۰۱  |
| ۱۴۰۹۷۷ | 2001 VG122      | ۱۳ نوامبر ۲۰۰۱  |
| ۱۴۰۹۷۸ | 2001 VP122      | ۱۵ نوامبر ۲۰۰۱  |
| ۱۴۰۹۷۹ | 2001 VQ125      | ۱۱ نوامبر ۲۰۰۱  |
| ۱۴۰۹۸۰ | 2001 VQ132      | ۱۲ نوامبر ۲۰۰۱  |
| ۱۴۰۹۸۱ | 2001 WS2        | ۱۶ نوامبر ۲۰۰۱  |
| ۱۴۰۹۸۲ | 2001 WJ6        | ۱۷ نوامبر ۲۰۰۱  |
| ۱۴۰۹۸۳ | 2001 WO8        | ۱۷ نوامبر ۲۰۰۱  |
| ۱۴۰۹۸۴ | 2001 WN11       | ۱۷ نوامبر ۲۰۰۱  |
| ۱۴۰۹۸۵ | 2001 WZ11       | ۱۷ نوامبر ۲۰۰۱  |
| ۱۴۰۹۸۶ | 2001 WS12       | ۱۷ نوامبر ۲۰۰۱  |
| ۱۴۰۹۸۷ | 2001 WS13       | ۱۷ نوامبر ۲۰۰۱  |
| ۱۴۰۹۸۸ | 2001 WU16       | ۱۷ نوامبر ۲۰۰۱  |
| ۱۴۰۹۸۹ | 2001 WW17       | ۱۷ نوامبر ۲۰۰۱  |
| ۱۴۰۹۹۰ | 2001 WP19       | ۱۷ نوامبر ۲۰۰۱  |
| ۱۴۰۹۹۱ | 2001 WG20       | ۱۷ نوامبر ۲۰۰۱  |
| ۱۴۰۹۹۲ | 2001 WU26       | ۱۷ نوامبر ۲۰۰۱  |
| ۱۴۰۹۹۳ | 2001 WB27       | ۱۷ نوامبر ۲۰۰۱  |
| ۱۴۰۹۹۴ | 2001 WR27       | ۱۷ نوامبر ۲۰۰۱  |
| ۱۴۰۹۹۵ | 2001 WS27       | ۱۷ نوامبر ۲۰۰۱  |
| ۱۴۰۹۹۶ | 2001 WE28       | ۱۷ نوامبر ۲۰۰۱  |
| ۱۴۰۹۹۷ | 2001 WR28       | ۱۷ نوامبر ۲۰۰۱  |
| ۱۴۰۹۹۸ | 2001 WE29       | ۱۷ نوامبر ۲۰۰۱  |
| ۱۴۰۹۹۹ | 2001 WK29       | ۱۷ نوامبر ۲۰۰۱  |
| ۱۴۱۰۰۰ | 2001 WO29       | ۱۷ نوامبر ۲۰۰۱  |